# 矢沢永吉
矢沢 永吉（やざわ えいきち、1949年〈昭和24年〉9月14日 - ）は、日本のロックミュージシャン、俳優。広島県広島市仁保（現南区）出身。身長180cm、血液型はB型。

## 人物概要
- 愛称は「永ちゃん」「ボス」
- 矢沢ファンは、ロック界でも屈指の熱狂ぶりで知られるが[出典 3]、他のアーティストのファンとの決定的な違いは“矢沢になろうとする”こと[出典 4]。素肌に白スーツ&リーゼント姿の筋金入りはもちろんのこと、生きざまを人生の針路とする人が多い[出典 5]。2006年には、NHKスペシャルにて矢沢本人ではなくファンにスポットを当てた番組が放映された[15]。キャロルがデビューした1972年から、ソロデビュー以降、今日まで人気を維持し、独特のファン層を形成している[13]。
- ほぼ全曲にわたる作曲、および数曲における作詞を手掛ける。クールス「紫のハイウェイ」など他のアーティストには「五大洋光」名義で楽曲を提供したこともある。
- 1975年のソロデビュー以降、ライブを大事にしたいという考えから[16]、特にテレビ媒体に露出することは少なかった[出典 6][注釈 1]。1978年、資生堂のCMソングに採用された「時間よ止まれ」が大ヒットした際も『ザ・ベストテン』を初め[19]、当時の音楽番組にはほとんど出演せず[出典 7][注釈 2]。ラジオは1970年代に何度か出ている[25][注釈 3]。このため1980年2月10日にNHK教育の『若い広場』に出演した際は大きな反響を呼んだ[27][注釈 4]。同じ1980年に自身がCMソングを手掛けた「THIS IS A SONG FOR COCA-COLA」のCMは出演し[28]、曲もヒットしたが、この時も音楽番組には出演しなかった。ただ、CMソングは1976年9月のSONYラジカセ「リズムカプセル9000」から多数手掛ける[出典 10]。近年のようにテレビ媒体に露出が増えたのは1992年に新発売されたサントリー缶コーヒー「BOSS」の初代CMキャラクターに起用されてからである[出典 11]。1980年代もテレビに出演することは少なかったが、ロックのカリスマのイメージを覆す冴えないサラリーマンを演じて世間を驚かせた[出典 12]。事務所の人間の殆どが「ボスのイメージに合わない」と難色を示したが、矢沢が「面白いじゃない、やろうよ」と鶴の一声で出演が決まったものだが[30]、お茶の間への知名度を拡げた[30]。1994年には『アリよさらば』でテレビドラマの主役を演じ[出典 13][注釈 5]、その後、ドラマ数本と映画に出演している[出典 15]。
- 活字メディアにはキャロル時代からしばしば登場した[23]。『週刊プレイボーイ』は、キャロル時代から矢沢を応援しており、誌面への登場はミュージシャンでトップの32回に及ぶ[39]。アルバム『Last Song』が発売された2012年夏には、多くの雑誌で表紙を飾った[40]。
- 多くのアルバムをセルフ・プロデュース。コンサート興行や演出なども自身の会社が行い、自らがそれら全てを取り仕切る[出典 16]。
- 自らの奇想天外な人生を基に、数多くの名言を残している[出典 17]。
- 声以上の楽器はないと話しており[出典 18]、レコーディングの際には、ほとんど1テイクで完成することが多い[出典 19]。
- 2012年現在、楽曲数約400曲・ライブ総数約1800本・総動員数約600万人を超える[29]。
- オリコンアルバムランキングベスト10入り最多記録（51作）を保持[出典 20]。
- オリコンDVDミュージック部門で最年長首位記録更新、60歳代での首位獲得は男女・洋楽邦楽含め史上初であった[49]。
- 1970年代から1990年代までの3つの西暦10年代連続で、スタジオ・アルバム首位を獲得した男性ソロアーティスト。
- 1977年8月26日、日本人ソロ・ロックアーティストとして初めて日本武道館でコンサートを行う[出典 21]。以降2023年まで武道館最多公演記録153回と更新中[出典 22]。日本武道館を"ロックの殿堂"に押し上げる[出典 23]。
- 1978年[出典 24]、1980年、1982年で長者番付歌手部門第1位。1981年、所得約2億4000万円[22]。
- ソロ歌手史上初のインディーズ作品によるオリコンアルバムランキング首位を獲得[48]。
- 1978年、資生堂のCMソングとしてヒットした「時間よ止まれ」が、2014年再び同社のCM曲として復活した[59]。
- ホットドッグ・プレスの1982年5月号の独占インタビューにおいて「日本のミュージシャンはストーンズを観るべき。だが横浜銀蝿のようなガキは観てもダメ。坂本龍一とかは観たほうがいい」と辛口なコメントをしている。同時に紅白歌合戦を「年越しそば歌合戦」と皮肉を込めて述べた（紅白については後の2009年に第60回NHK紅白歌合戦でサプライズゲストとして初出場）。
- 2015年12月2日にリリースしたライブDVD『ROCK IN DOME』が、同年12月14日付のオリコン週間DVDランキングにおいて総合1位（初登場）初週売上1.7万枚を獲得した（Blu-rayの売上枚数初週売上9805枚と合算した「総合ミュージック映像ランキング」も1位獲得）。
- また、前作『TREASURE BOX』で自ら樹立した“DVD首位獲得最年長記録”（2014年5月当時64歳8ヶ月）を66歳3ヶ月に自ら塗り替えた[60]。
- 2018年7月13日、平成30年7月豪雨の発生を受け、自身のホームページ内の動画にて、同年9月11日に行われる広島グリーンアリーナ公演で得た収益を被災地に寄付することを表明した[61]。
- 2019年9月、アルバム『いつか、その日が来る日まで...』が、初週11.2万枚を売り上げ、同年9月16日付オリコン週間アルバムランキングで初登場1位を獲得。2016年5月16日付に小田和正が『あの日あの時』で1位を獲得した際の68歳8ヶ月を上回り、最年長1位獲得アーティストとなった（1949年9月14日生まれの矢沢にとっては、今回が70歳での1位獲得（9月16日時点の年齢）[41]。「最年長1位獲得アーティスト」記録は、ソロアーティストおよび作品が対象。年齢の月数は、月の過半日数以上で翌月に繰り上げとなる）。また、自身が歴代1位記録を持つ「アルバムTOP10入り作品数」を本作で54作に更新した[62]。

## 家族
前妻との間に2男1女、現妻は米国人とのクォーターで、2女2男の父親。
次女の矢沢洋子は二番目の妻との娘で歌手である。洋子とはサントリー「ザ・プレミアム・モルツ」のCMで親子共演をしている（2009年、2016年）。2017年、洋子と入籍したベーシストU.G（元ギターウルフ）は義理の息子に当たる。2021年1月22日、洋子が第一子となる女児を出産、2022年10月12日に第二子となる女児を出産。孫娘は矢沢を「じいじ」と呼び、矢沢もまた孫娘を愛でている。

## 経歴

### 生い立ち 〜 広島
父・永一は戦前、当時は高価だった自転車の販売店を営み、7–8人の丁稚を雇うような大きな店舗を構えていた。永一には妻と二人の子供がいたが、広島市への原爆投下で自分以外は全員死んで、一人だけ生き残り、以降は酒に溺れるようになった。戦後に永一は10歳以上年の離れた若い女性と再婚、永吉が生まれた。永一は酒を止めず、ろくに働かずあちこちに借金を作り、そんな生活に耐えられなくなり、愛想を尽かした母親は、永吉が3歳の時、夫と息子を捨てて蒸発した。広島で被爆した父親は、永吉が小学校2年生の時に原爆症で病死。矢沢は被爆二世にあたる。このため幼少期は親戚中をたらい回しにされ、その後は父方の祖母に育てられ、極貧の少年時代を過ごした。この頃、近所の裕福な家の子供に「お前の家は貧乏でケーキなんか買えないだろう」とケーキの一部を顔に投げつけられるなどのいじめを体験した。このような経験が積み重なり「BIGになる」との思いが芽生えたと語っている。矢沢は「晴れた日に海を見ていると広島を思い出すよ。やたら天気よくてね。広島ってヤクザとか原爆とか色々言われるけど、ボクにとっては一地方都市ね。悲しいことも楽しいこともあるけど、全部含めてね、淋しかったって記憶しかないね。広島にいた子供の頃って、一人だったなって記憶しかない。かき氷が食いたかったけど、食えなくて、水だけジャブジャブ飲んでた。そんなことしか覚えてないよ」などと述べている。当時のモータリゼーションもあって、将来は板金工になって金を稼いでやろうと考えていたが、中学時代、ラジオから流れるビートルズを聴いてロックに目覚め、さらにザ・ベンチャーズの広島公演に行ったことで感化され、スターになることを夢見るようになる。東京で歌手になる夢を周りに語ったが、日本にロックという文化が根付いていなかった60年代に於いて、ましてや広島の片田舎では「お前、頭、大丈夫か?」という反応しか得られなかった。
- - 意気揚々と自作曲「アイ・ラヴ・ユー、OK」などのテープを「ビートルズのレコードを出しているから」という理由から東芝EMI（現：EMIミュージック・ジャパン）に持ち込んだが、「いいけど日本じゃウケないみたいよ、これ」[76]、「売れない」などと断られ[出典 34]、CBS・ソニーにも持ち込んだが不採用だった[77]。結局、陸送の仕事に戻る[76]。
  - 血の滲むような生活苦の中で夢を諦めず[出典 35]、「ザ・ベース」[80]「イーセット」を経て、「ヤマト」を結成[出典 36]。「ヤマト」には、後に「矢沢ファミリー」と呼ばれるNOBODYの木原敏雄（ギター）、大森正治（ドラム）がメンバーに名を連ねた[82]。この頃、もう一人のNOBODYメンバーである相沢行夫とも知り合う。「才能の無い奴は去れ」という考えから、無能なメンバーを切り捨て、使える者をピックアップすることでバンドの能力向上を図った[23]。「ヤマト」時代に出演した「本牧のライブハウス・ゴールデンカップでメンバーと飲んだ（フレッシュライムではなくシロップを使った）ジン・ライムが忘れられない」とライブのMCで話したため[出典 37]、今もジン・ライムを飲みに矢沢ファンが同店を訪れる[82]。
  - 蒲田、川崎、横浜、横須賀などのライブハウスやキャバレー、兵隊の集まるゴーゴークラブで歌う[出典 38]。
  - 「ヤマト」で芸能界デビューを望んでいたものの、様々な事情により横浜市立大学講堂で解散[84]。
- 1972年
  - 矢沢が貼紙チラシで募集をかけ[出典 39]、ジョニー大倉・内海利勝・今井英雄（レコードデビュー直前にユウ岡崎と交代する）らと6月、ロックバンド キャロルを結成[出典 40]。ボーカルおよびベースギターを担当。
  - 当時は歌謡曲とフォークが中心で[7]、ロックバンドが商業的に受け入られなかった音楽界に突如として現れ人気を博した[出典 41]。活動は短期間であったが、後の日本のロックシーンに大きな影響を与えた[出典 42]。ソロ転身後の矢沢の奮闘がキャロルをのちに“伝説のバンド”にした[79]。

- 1975年
  - 解散が決定的になった頃、矢沢はソロ活動を行う際に契約先のフォノグラムとの間に起こり得る問題を未然に防ぐため、単身CBS・ソニーに行き、幹部と面会して自らのソロ活動を担保とした金銭面・ビジネス面の話をまとめている[88]。面会後、CBS・ソニーから借金をして多額の違約金をフォノグラムに払い、同社のプロジェクトチームが動き始めた[出典 43]。ロックミュージシャンのイメージ形成としては当時、御法度とされた音楽著作権などミュージックビジネスに強い関心を示し、熱心に勉強を続ける[出典 44]。音楽出版社が握っていた原盤権を早い段階で取得したといわれる[出典 45]。
  - 所属会社の要請で4月13日、日比谷野外音楽堂において解散ライブを行う。ライブには親衛隊としてクールスのメンバーが参加。演出のために使用した爆竹が雨で湿って、その火花が舞台セットに燃え移りステージが炎上、メンバーは楽器を失うだけではなく、多くの借金を抱えるというアクシデントの中、キャロル解散。

### 1970年代、ソロデビュー
- 1975年
  - キャロルの解散が決まるとすぐに次のビジョンを描き[出典 46]、1974年末から渡米の準備を始め[出典 47]、キャロル関係の人間から離れ、一切のスタッフを総入れ替えし、ソロアルバム用のデモテープを完成させ[95]、キャロル解散から20日後の5月3日、初の渡米[出典 48]。キャロル時代の書籍『暴力青春』（1975年、KKベストセラーズ）に書かれた「理屈やゴタクを並べるヤツは、金と暇のあるヤツさ。オレにはそんな時間も余裕もまったくなかった。オレの辞書には"行動"という言葉しかないんだ」を地で行く行動力[95]。53歳時のインタビューでもキャロル解散時は、心に全く余裕が無かったことを回想している[95]。CBS・ソニー（現：ソニー・ミュージックエンタテインメント）に移籍後[19]、キャロル解散5か月後の9月21日、ロサンゼルスレコーディングによるシングル「アイ・ラヴ・ユー、OK」、アルバム『I LOVE YOU, OK』でソロデビューした[出典 49]。制作費はキャロルで得た印税を全て注ぎ込んだ[出典 50]。当時のシラケ世代の中で「ロックの世界から陽水、拓郎に挑戦するんだ」と先行するフォーク勢打倒を打ち出した[92]。当時を振り返って矢沢は「キャロルからソロになった時は燃えました。雷のように熱かった。自分なりに2年半キャロルやって、芸能界の仕組みというのが分かったから、なまじ中途半端に名前があると、かえってそれをぶち抜くくらいのパワーがいる。名前があった方が不利だと思っていたね、あの頃は」などと述べている[96]。ファンにはキャロル時代の『ファンキー・モンキー・ベイビー』のような曲調が求められ、アルバム『I LOVE YOU, OK』は不評[16]。「お前のロックはもう死んだ」「女みたいな歌を歌うな」などと散々叩かれた[出典 51]。
  - 同年9月27日の京都会館を皮切りにソロ初のツアーを行ったが[92]、半年前まで完売だったチケットが全く売れず[19]。キャロルを否定するような曲構成に評判は散々で[19]、"元キャロルの矢沢"を期待するファンが一気に離れた[出典 52]。ある地方公演では楽屋がなく、近くの駄菓子屋の6畳一間を借りて着替えたこともある[16]。1975年10月7日、キャパ1400の長崎県佐世保市民会館の公演では[93]、雨の中、スタッフが総出でタダ券を配りまくって、200〜300人余りの観客だったエピソードは、"リメンバー・佐世保"として『若い広場』を始め、矢沢の口からよく語られる[出典 53]。思うように仕事が入らず、エネルギーと時間を持て余す矢沢は[101]、小室等の『パックインミュージック』（TBSラジオ）にゲストとして呼ばれてないのに勝手に生放送に乱入し[101]、パワー全開で矢沢節を展開させて小室を驚かせた[101]。小室は「日本のフォークソングをもっと強靭なものに育てていきたい」という考えを持っていたが[101]、意に反して当時、四畳半フォークが流行し、フォークが段々やわになっていく現状に苛立っていたため[101]、力強い矢沢に好感を持ち、矢沢は数度小室の『パックインミュージック』に押しかけ出演した[101]。
- 1976年
  - 1976年1月8日に中野サンプラザで行われたツアーラストの東京公演では、全身ラメの入った衣装を身に纏ってバラード「アイ・ラヴ・ユー、OK」を歌ったため、観客は口あんぐりでブーイングを浴びせられる屈辱[19]。キャロルの"ノリ"のままでいけば、チケットが売れることは最初から分かっていたが[19]。それならキャロルを解散した意味はないと考えていた[出典 54]。メロディメーカーとしての絶対の自負から、クオリティーの高い楽曲のリリースを続ければ、ファンは必ず戻って来てくれるはずだという勝算を持っていた[出典 55]。
  - 矢継ぎ早にライブツアーを重ねることで[19]、ソロデビューから1年ほどで"元キャロルの矢沢"でなく"ソロシンガー矢沢"として急速に認知を広めていく[出典 56]。作品も1作ごとに新たな挑戦を試み、ライブの動員も着実に増えていった[102]。キャロル解散ライブの舞台であった日比谷野外音楽堂での1976年7月24日のステージ「ザ・スター・イン・ヒビヤ」は、サディスティックスをバックに迎え、最大収容3100人の会場に7000人近くが詰めかけ[99]、ソロアーティストとしての"スーパースター・矢沢永吉"を強く印象づけた[出典 57]。
- 1977年
  - 10代の不良少年層を中心に熱狂的なファンを集め始める[出典 58]。当時のファンは9割以上が男[12]。女性はその熱い男に無理やり連れて来られた人だけで、男子トイレだけぎゅうぎゅう詰め状態[12]。男たちはいわゆる不良少年、無頼者の印象の人間が多く[99]、ヒートアップした観客が暴走し、警備員とケンカになるなど熱狂的な状況に「矢沢のライブは危ない」と使用を拒否する会場も出てくるなど[出典 59]、矢沢の名前は全国に轟いていった[99]。数々の難題があった中で日本のロック・ソロアーティストとしては初の日本武道館単独公演を敢行した[出典 60]。
  - EIKICHI YAZAWA CONCERT TOUR 1977「TRAVELING BUS Part1」を1月4日からスタート（8月26日までの日本武道館まで）。
  - EIKICHI YAZAWA CONCERT TOUR 1977「TRAVELING BUS Part2」を9月15日からスタート。
- 1978年
  - CMソング「時間よ止まれ」が大ヒット[出典 61]、累計売上はミリオンセラーを記録した[出典 62]。同曲には、バックバンドの一員として坂本龍一や高橋幸宏、後藤次利らが参加している[107]。
  - EIKICHI YAZAWA CONCERT TOUR 1978「GOLD RUSH '78 PART-1」を3月20日からスタート。
  - 会場周辺を機動隊が取り囲む厳戒態勢の下、8月28日に東京ドームの前身となる後楽園球場で空前の単独公演を敢行[出典 63]。
  - 5月長者番付歌手部門（1977年度）で、ロックミュージシャンとして初の第1位を獲得[出典 64]。
  - 7月、自叙伝第1弾「成りあがり」を出版[出典 65]。100万部を超えるベストセラーとなり[出典 66]、社会現象となる[出典 67]。ライターは糸井重里である[出典 68]。
  - 新聞世論調査におけるこの年の「ヒーローと呼べる人物」として第1位王貞治に次ぎ、第2位に選ばれた。

### 1980年代
- 1980年代に入ると黄金期を迎え、売り上げ・動員数、共にロックスターとしての地位を磐石にする。海外市場に活路を求め、アメリカ西海岸に活動の拠点を移し、現地のプロデューサーやドゥービー・ブラザーズなどのミュージシャンを起用したアルバムを何作か世界・全米で発売する。
- この頃より、積極的に交友を広げ、自身が有能と判断した人物に関しては、躊躇なく関わりを持つようになる。古くからの友人であったガロの大野真澄はフォークシンガーであり、ソロになった当初より大野と共に相談相手となっていた吉田拓郎も同様である。以降もフォークの西岡恭蔵、また歌謡曲の分野で活躍していた大津あきらや山川啓介を作詞に起用している。近年でもブリティシュなモッドスタイルのバンド、ザ・コレクターズの加藤ひさしに作詞を依頼している。
- 1980年
  - 第1弾ドキュメンタリー映画『RUN&RUN』公開[19]。
  - アメリカでの活動を視野に入れ、ワーナーパイオニア（現：ワーナーミュージック・ジャパン）に移籍[19]。移籍金2億円[112]。
  - 長者番付歌手部門で1978年に続き首位獲得。
- 1981年
  - 単身渡米し、アサイラム・レコードと契約[19]。
  - 9月25日、第1弾海外版アルバム『YAZAWA』全世界発売[19]。全米での売上げ枚数は約2,000枚だった。以後主なる活動拠点をロサンゼルスに定める[19]。
- 1982年
  - 2月10日 第2弾海外版アルバム『YAZAWA It's Just Rock'n Roll』全米発売。
  - ビルボードの推薦曲として、シングル『ROCKIN' MY HEART』がジョージ・ハリスン、バリー・マニロウの楽曲と共に掲載される。
  - ドゥービー・ブラザーズのメンバーと共にE.YAZAWA として“来日”し、凱旋武道館ライブ「MILES AND MILES」を敢行[19]。このコンサートの模様はNHKで放送される。
  - 長者番付歌手部門で1980年に続き首位獲得。
- 1983年
  - 「I am a Model EIKICHI YAZAWA CONCERT TOUR 1983」をスタート。過激なファンによるコンサート中のトラブルを根絶するために観客席での喫煙行為、場内での酒、カメラやテープレコーダーでの盗聴・盗撮の一斉取り締まりを実施[28]。さらに悪質な偽物のグッズ販売を抑制するために、オリジナル・グッズの通信販売をスタートさせる[28]。
- 1984年
  - 「E' I'll BACK SOON EIKICHI YAZAWA CONCERT TOUR '84」をスタート[28]。
  - ８月26日、５年ぶりの野外コンサートを横浜スタジアムで開催。
- 1985年
  - ライブエイドに出演[28]。
  - 「TAKE IT TIME EIKICHI YAZAWA CONCERT TOUR '85」をスタート。
- 1986年
  - 「FEELIN' COME HA-HA EIKICHI YAZAWA CONCERT TOUR '86」をスタート。
- 1987年
  - 「ROCK'N ROLL KNIGHT EIKICHI YAZAWA CONCONCERT TOUR '87」を5月22日からスタート。
  - 「ROCK'N ROLL KNIGHT 2 EIKICHI YAZAWA CONCONCERT TOUR '87」を11月30日からスタート
  - 第3弾海外版アルバム『FLASH IN JAPAN』全米発売[28]。全米での売上げ枚数5万枚。MTVスタッフによるPV製作。後に自伝で「FLASH IN JAPAN」の印税が800万円だったと回顧。「FLASH IN JAPAN」のミュージック・ビデオの撮影は、上京以降、ずっと背を向け続けていた広島市の原爆ドームで行われた[28]。
  - 日・米・伊合作映画『グッバイ・ヒーロー』の音楽を担当。サントラが発売される。
- 1988年
  - アルバム『共犯者』ロンドンレコーディング。
  - 東芝EMI（現：EMIミュージック・ジャパン）に移籍[30]。日本国内を重視した活動になる。それまで一貫してプロモーション活動を積極的に行うことはせずにレコーディングとライヴ活動に専念していたが[30]、大小関わらず様々な雑誌インタビューから全国のテレビ・ラジオ局までプロモーションに回る[30]。地方の放送局やラジオ局からすると「来るはずのない人が来た！」と大騒ぎになった。こうして“よろしくお願いします”と挨拶しながらこまめにを回ることで、再び日本にミュージシャン“矢沢永吉”という芽がしっかり出始める。この試みは大成功であった。
  - 前述のアルバム世界発売であるが、ワーナーブラザーズはほぼ関与しておらずその実態は日本のワーナーパイオニア（当時）との契約であり、エレクトラ、アサイラム・レコードは配給だけを行う契約であった。このことからアメリカでのプロモーションは不十分であり、惨憺たる結果となる。第3弾『FLASH IN JAPAN』だけはワーナーブラザーズが全面バックアップを行ったものの、同様の結果に終わった。この一件により、矢沢はワーナーへの不信感を募らせ、同時期、石坂敬一の誘いもあって東芝EMIに移籍することとなる。
  - 「It's Only YAZAWA EIKICHI YAZAWA CONCERT TOUR '88」をスタート。
- 1989年
  - 「STAND UP'89 EIKICHI YAZAWA CONCERT TOUR」を9月1日からスタート
  - 「STAND UP '89 Special2 EIKICHI YAZAWA CONCERT TOUR」を12月6日からスタート

### 1990年代
- 1990年
  - EIKICHI YAZAWA CONCERT TOUR 1990「Rock'n'Roll Army'90」をスタート。
- 1991年
  - EIKICHI YAZAWA CONCERT TOUR 1991「Big Beat」をスタート。
- 1992年
  - アルバム『Anytime Woman』ではビートルズの元ドラマーリンゴ・スターの長男、ザック・スターキーが「Anytime Woman」と「銀のネックレス」を担当した。レコーディングはロンドンのアビーロード・スタジオ。
  - EIKICHI YAZAWA CONCERT TOUR 1992「Anytime Woman」をスタート。
- 1993年
  - EIKICHI YAZAWA CONCERT TOUR 1993「Come On!」をスタート。
- 1994年
  - EIKICHI YAZAWA CONCERT TOUR 1994「The name is YAZAWA」をスタート。
  - TBS系列のテレビドラマ、アリよさらばで自身初となる、主演（「安部良太」役）と音楽監督を担当。
- 1995年
  - ベストアルバム『BIG BEAT』香港発売。
  - EIKICHI YAZAWA CONCERT TOUR 1995「JUST TONIGHT」をスタート。
- 1996年
  - インターネット「E.YAZAWA ONLINE SHOW」スタート
  - EIKICHI YAZAWA CONCERT TOUR 1996「WILD HEART」をスタート。
  - 原宿にてゲリラライブ敢行。
- 1997年
  - EIKICHI YAZAWA CONCERT TOUR 1997「YES,E」をスタート。
  - ウェンブリー・スタジアム（英国ロンドン）で、エルヴィス・プレスリー没後20年を記念して行われたロックフェスティバル「songs and visions」にアジア代表として選ばれ、ロッド・スチュワート、ジョン・ボン・ジョヴィ、ロバート・パーマー、チャカ・カーン等と競演。世界60か国に放映されるが、ロッドから最初「矢沢? 知らないね」とコメントされる。しかしゲスト紹介とともに現れたYAZAWAのパフォーマンスを8万人の観衆は快く受け入れ、ロッド自身もエンディングでYAZAWAをステージ中央に呼ぶなどし、最後には楽屋裏で「君、うまいね。エルヴィスのナンバー最高だったよ。今度いっしょにツアーやろうぜ!」とまで言わしめたが、両者によるツアーは行われていない。この模様をNHKがドキュメント番組"Do You Know YAZAWA?"として制作、放送した。
  - ヘヴィメタルバンド、BOWWOWのギタリスト、山本恭司がツアーに参加。以後矢沢のツアーに参加する機会が増える。
  - ウィーンにてゲリラライブ敢行。
  - 「Love is You」がアニメ映画「ドラえもん のび太のねじ巻き都市冒険記」のエンディングテーマに使用される。
- 1998年
  - EIKICHI YAZAWA CONCERT TOUR 1998「SUBWAY EXPRESS」をスタート。
- 1999年
  - 映画「お受験」で映画初主演[33]。
  - 9月15日、横浜国際総合競技場にて50歳バースデーライブ「TONIGHT THE NIGHT! ありがとうが爆発する夜」開催[106]。
  - 10月、世界最大のヨットレース「アメリカスカップ」のテーマソング（「ヘブンリー・クルーズ」）を担当。
  - 初のアメリカでのツアー「Millennium America Tour」敢行（ホノルル、ロサンゼルス、サンフランシスコ）。
  - EIKICHI YAZAWA CONCERT TOUR 1999「LOTTA GOOD TIME」をスタート。

### 2000年代
- 2000年
  - EIKICHI YAZAWA CONCERT TOUR 2000「STOP YOUR STEP」をスタート。
  - ナラダ・マイケルウォールデンプロデュースのチャリティ・クリスマスアルバム『music of love〜for tomorrow's children〜』にスティーヴィー・ワンダー、スティング、エンヤなどと参加。
  - 前年同様アメリカツアーを行う（サンフランシスコ、ロサンゼルス、ニューヨーク）。
- 2001年
  - 「E.YAZAWA ONLINE SHOW」終了。これを発展させる形で総合公式サイト「YAZAWA'S DOOR」をスタート。有料会員制度やグッズ、チケットの販売を開始。
  - EIKICHI YAZAWA CONCERT TOUR 2001「Z（zi）」をスタート。
  - FMフェスティバル'01テーマソング『この道の向こうに』を担当。
  - 自著伝第2弾「アー・ユー・ハッピー?」を出版。
- 2002年
  - EIKICHI YAZAWA CONCERT TOUR 2002「ONE MAN」をスタート。
  - 初のアコースティックコンサートツアー「VOICE」、デビュー30周年記念イベント「THE DAY」を敢行。
- 2003年
  - EIKICHI YAZAWA CONCERT TOUR 2003「Rock Opera」をスタート。
  - ディズニーアニメ『ピノキオ』の主題歌『星に願いを』を担当し、東京ディズニーシーにてゲリラライブを行う。ディズニー社より表彰を受ける。
  - 7月27日、大阪の万博記念公園で開催されたFM802主催の野外ロックフェス「MEET THE WORLD BEAT 2003」にシークレットゲストとして出演。披露したのは「ラブ・ファイター」1曲だけではあったが、突然の登場であったため観客を驚かせた。
- 2004年
  - EIKICHI YAZAWA CONCERT TOUR「YAZAWA CLASSIC II」,「FIFTY FIVE WAY」をスタート。
  - 7月24日、25日のPOCARI SWEAT BLUE WAVE THE ROCK ODYSSEY 2004で、エアロスミス、ザ・フー、ブラック・アイド・ピーズ、レニー・クラヴィッツ、レッド・ホット・チリ・ペッパーズと共に参加。大トリを務める。
- 2005年
  - ソロデビュー30周年を迎え、原点回帰すべく毎年恒例の武道館公演を封印しEIKICHI YAZAWA LIVE HOUSE TOUR 2005「ROOTS」をスタート。
- 2006年
  - 10月20日よりEIKICHI YAZAWA CONCERT TOUR 2006「NEW STANDARD 〜Rock Opera2〜」をスタート。
  - 8月6日、ROCK IN JAPAN FESTIVAL出演[出典 69]。矢沢を見たことのなかった若い層からの反響が大きく[出典 70]、以降、新しいファン層が広がった[出典 71]。
  - 12月2日、ブルーノート東京にてライブ。
- 2007年
  - 8月18日、RISING SUN ROCK FESTIVAL 2007 in EZOに出演。
  - 10月12日よりEIKICHI YAZAWA CONCERT TOUR 2007「THE REAL」をスタート。12月16日には、前人未到の日本武道館100回公演を達成した。当日の公演は最初の武道館公演と同じ服装で登場した。
  - 郵便局会社民営化企画協力第一弾として、日本武道館公演100回記念「You Say YAZAWA矢沢永吉 フレーム切手」販売。
- 2008年
  - デビュー以来、欠かさずライブツアーを行ってきたが、37年目で初めてステージに立たないことを決意。“少しじっくり距離を置いて考える”というコメントを発表。20年在籍したEMIミュージック・ジャパンの契約を終了し、自らのインディーズ・レーベル「GARURU RECORDS」を立ち上げる[115]。
- 2009年
  - 7月20日、ap bank fesにサプライズ出演。スポーツクラブで偶然小林武史と遭遇し、その場で小林から出演のオファーを受けたことがきっかけとなり出演に至った。
  - 7月26日、HIGHER GROUND 2009出演予定だったが、大雨の影響により中止。
  - 8月2日、ROCK IN JAPAN FESTIVAL出演。
  - 8月19日、新宿のタワーレコード新宿フラッグスビル店屋上で、ソロデビュー初のインストアライブ。
  - 9月19日、東京ドームにて60歳バースデーライブ「ROCK'N'ROLL IN TOKYO DOME」開催。サプライズゲストとして、氷室京介、甲本ヒロト、真島昌利、長女の矢沢洋子が出演。
  - 9月26日、Think the water,Feel the music. LIVE for LOVE we support WaterAid出演。
  - 10月30日よりEIKICHI YAZAWA CONCERT TOUR 2009「ROCK'N'ROLL」をスタート。
  - 11月21日より第2弾ドキュメンタリー映画『E.YAZAWA ROCK』公開。
  - 12月31日、「第60回NHK紅白歌合戦」に白組サプライズゲストとして出演。大物歌手揃いの紅白で、一人の歌手が持ち歌を2曲歌うという特例を許され「時間よ止まれ」「コバルトの空」を熱唱。シークレット扱いで、リハーサルもおおっぴらに出来ずで[116]。「時間よ止まれ」の歌詞を間違え[116]、NHK側の配慮で字幕テロップを消された。

### 2010年代
- 2010年
  - 5月30日、「東京大学 五月祭」にて、初の学園祭ライヴにサプライズ出演。
  - 7月24日、HIGHER GROUND 2010に出演。
  - 8月7日、8日のSUMMER SONIC 2010に出演。
  - 8月14日、RISING SUN ROCK FESTIVAL 2010 in EZOに出演。
  - 8月28日、音楽と髭達2010 "GENERATION"にサプライズ出演。
  - 10月28日よりEIKICHI YAZAWA CONCERT TOUR 2010「TWIST」をスタート。
- 2011年
  - 11月17日よりEIKICHI YAZAWA CONCERT TOUR 2011「STILL ROCKIN' 〜走り抜けて…〜」をスタート。
- 2012年
  - 5月12日、開業前の東京スカイツリー350m天望デッキにてスペシャルライブを行う。
  - 8月20日よりEIKICHI YAZAWA 40th ANNIVERSARY LIVE in LIVE HOUSEを開催。
  - 9月1日、日産スタジアム(横浜国際総合競技場)にてEIKICHI YAZAWA 40th ANNIVERSARY LIVE「BLUE SKY」を開催。
  - 11月7日よりEIKICHI YAZAWA CONCERT TOUR 2012「JAMMIN' ALL NIGHT」をスタート。
  - 12月31日、第63回NHK紅白歌合戦に白組特別出演歌手としてサプライズ出演。「IT'S UP TO YOU」を熱唱。
- 2013年
  - 11月16日よりEIKICHI YAZAWA CONCERT TOUR 2013「ALL TIME HISTORY -A DAY-」をスタート。
  - 12月24日・25日に初のディナーショー、EIKICHI YAZAWA SPECIAL NIGHT「Dreamer」in GRAND HYATT TOKYOを開催。
- 2014年
  - 2月24日、自身のバンド「Z's（ゼッツ）」を結成[117]。
  - 5月8日より「Z's START ON TOUR」をスタート。
  - 8月9日、ROCK IN JAPAN FESTIVAL 2014に出演。
  - 8月16日、SUMMER SONIC 2014に出演。
  - 8月29日、SWEET LOVE SHOWER 2014に出演。
  - 9月6日、第19回東京ガールズコレクションにサプライズ出演。
  - 11月16日よりEIKICHI YAZAWA CONCERT TOUR 2014「VERY ROCKS 〜ROAD TO THE LEGEND〜」をスタート。
  - 12月20日・21日にディナーショー、EIKICHI YAZAWA SPECIAL NIGHT 2014「Dreamer」in GRAND HYATT TOKYOを開催。
- 2015年
  - 4月12日、インターネットライブ「EIKICHI YAZAWA『MANIAC NIGHT』」を配信（4月24日から27日までの4日間、YAZAWA CLUB会員限定で再配信された）。
  - 9月5日、東京ドームにてソロデビュー40周年を記念したライブ「EIKICHI YAZAWA ROCK IN DOME 2015」開催。その模様はWOWOWプライムにて生中継された。また、本ライブに先駆けて、ファンクラブ・YAZAWA CLUB会員限定のライブ「EIKICHI YAZAWA OPEN REHEARSAL GIG」を行った（8月28日・Zepp Sapporo、8月31日・Zepp Namba（OSAKA）、9月1日・Zepp Nagoya）。本公演の模様は同年12月2日にBlu-ray&DVDで同時リリース[118]。
- 2016年
  - 2月28日、「SPACE SHOWER MUSIC AWARDS」で「BEST RESPECT ARTIST（音楽シーンに貢献し、多大な影響を与えているアーティストに授与される賞）」を受賞[119]。
- 2017年
  - 10月22日、実に7年ぶりとなる25本以上のツアー、「EIKICHI YAZAWA CONCERT TOUR「TRAVELING BUS 2017」」開始。
- 2018年
  - 満69歳（「ロック」）を迎えるに当たり全国5都市のドームツアー「EIKICHI YAZAWA 69TH ANNIVERSARY TOUR 2018 - STAY ROCK -」を9月1日よりスタート。9月4日の名古屋公演が台風21号の影響により翌日にずれ込むなどしたが、9月15日東京ドームで完走し、この模様はWOWOWで生中継された。
- 2019年
  - 2月10日、インターネットライブ「EIKICHI YAZAWA『MANIAC NIGHT 2』」を配信。同ライブはYAZAWA CLUB会員で、申し込みのあった中から抽選で選ばれた50名が招待され、前日9日に行われたライブを収録したものである（10日・11日にはオフィシャルショップ「DIAMOND MOON」にて各一回ずつ特別上映）。
  - 7月6日、自身初のロックフェス「E.YAZAWA SPECIAL EVENT "ONE NIGHT SHOW 2019"」を幕張メッセで開催。出演は矢沢の他、氣志團、KREVA、東京スカパラダイスオーケストラ（Guest・奥田民生）、MIYAVI。ライブの模様は動画配信サービス・Huluを通じて生配信された（なお、同年7月25日より1ヶ月限定で、矢沢のライブのみを独占配信[120]。同フェスを開催するにあたっての意気込みやリハーサル風景などに独占密着した映像を、同年7月10日に日本テレビのワイドショー・情報番組「スッキリ」にて放映。翌週17日には独占インタビューが放送された）。ライブ中盤、日本テレビ系列で生放送された音楽番組「THE MUSIC DAY 2019 時代」の中継に出演した[121]。
  - 10月10日、台風19号の接近による公共交通機関の混乱及びそれらに伴う来場者の安全を第一に考慮し、10月12日に日比谷野外大音楽堂で開催予定だったワンマンライブ「EIKICHI YAZAWA SPECIAL LIVE『THE STAR IN HIBIYA 2019』」の中止を発表した[122][123]。矢沢にとって70歳の誕生日を迎えて初のライブだったこともあり思い入れも深く、また、43年ぶりの日比谷野外音楽堂での公演を楽しみにしていたファンの気持ちを汲み、10月19日夜にチケット当選者に向けてリハーサル風景などを編集した映像をインターネットを通じて限定配信[124]。
  - 11月24日、同年11月16日より行われているライブツアー「EIKICHI YAZAWA CONCERT TOUR 2019『ROCK MUST GO ON』」マリンメッセ福岡での公演を体調不良（喉）により急遽中止を発表した。札幌公演より喉の調子が思わしくなく、できる限りの対策や治療を施したが回復が見られなかったため。自身の体調不良を理由に公演を取り止めたのは歌手生活47年にして初めてである[125]。27日の浜松アリーナ公演もドクターストップがかかり、中止を余儀なくされた[126]。

### 2020年代
- 2020年
  - 3月26日、4月21日から予定していたライブツアー『E.YAZAWA "ROCK MUST GO ON" TOUR -EXTRA- 2020』の全公演を中止すると発表した[出典 72]。これは前年2019年より猛威を振るっている2019新型コロナウイルスによる感染拡大の状況を受け（「日本における2019年コロナウイルス感染症の流行状況」、「新型コロナウイルス感染症の流行 (2019年-)」参照）、来場者の健康・安全を最優先と判断し、クラスターを発生させないための決定である[128]。
  - 5月2日、公式YouTubeチャンネルにて、ファンクラブ会員限定で『EIKICHI YAZAWA MANIAC NIGHT 1』（2015年）、同月3日に『EIKICHI YAZAWA MANIAC NIGHT 2』（2019年）を再配信。また同月5日・6日の2日間、＜YAZAWAとSTAY HOME，STAY ROCK！＞『EIKICHI YAZAWA MANIAC NIGHT 1、2スペシャルプログラム』と題し、選りすぐりの8曲を一般にも配信した。これは上記「日本における2019年コロナウイルス感染症の流行状況」に基づく「いのちを守る STAY HOME週間」で外出を自粛しているすべての人へ矢沢からの心意気である（配信動画冒頭に矢沢からのスペシャルメッセージが添えられた）。後日、緊急事態宣言が延長されたことを憂慮、また、配信が好評だったこともあり5月9日から24日まで再配信することを発表した。
  - 6月17日、2020年6月現在までに商品化されていない過去のライブ映像の中から厳選した3本を有料配信すると発表した。プロジェクトの名称は代表作のひとつである「SOMEBODY'S NIGHT」に因み『3 BODY'S NIGHT（サムバディーズナイト）』とした[129]。第1弾は6月27日に、2017年の『EIKICHI YAZAWA CONCERT TOUR「TRAVELING BUS 2017」』武道館公演の模様をフルバージョンで配信。第2弾は7月に、2019年の『ROCK MUST GO ON』横浜アリーナ公演、第3弾は8月に、1999年の『LOTTA GOOD TIME』日本武道館公演の模様を配信。なお、本配信にあたって、矢沢本人が音源のミックスダウンを行い、少しでも臨場感を伝えられるよう努めた。また、ライブ本編以外にも撮影していたリハーサル風景などを含むメイキング映像も併せて配信した。
  - 9月12日、日本テレビ系列で放送された大型音楽番組「THE MUSIC DAY」にて、矢沢のロングインタビューをもとに『時間よ止まれ』に纏わる逸話をドラマ化した特別企画『矢沢永吉 特別ドラマ』が放送された。矢沢を演じたのは俳優の神尾楓珠[130]。
- 2021年
  - 7月7日、「矢沢です。今秋ツアーやります。」という告知メッセージが公式サイトに掲載された[131]。7月11日、10月5日より石川県・金沢歌劇座を皮切りに、全国ツアー『I’m back!! 〜ROCKは止まらない〜』を開催することを正式に発表。10月1日、12月25日に横浜アリーナにおいて追加公演が決定したことを発表した[132]。 ライブツアーは2019年に実施した『ROCK MUST GO ON』 以来、1年10ヶ月ぶりである。
  - 12月15日・18日・19日・21日の4日間は東京・日本武道館で行われた。19日の公演は、WOWOWプライムにて生中継された。最終日21日の公演を終え、同会場の単独アーティスト公演回数最多記録（146回）を更新した[133]。12月25日、横浜アリーナで千秋楽を迎え、23会場31公演を完逐した[134]。また、ツアー終了時に72歳3カ月である矢沢は、全国アリーナツアー（ホールを含む31公演）を行った国内男性ソロアーティスト最年長記録を塗り替えた（それまでは2019年に当時71歳10カ月で小田和正が行ったアリーナツアー（64公演）が最年長記録であった）[135]。
- 2022年
  - 4月4日、デビュー50周年を記念し国立競技場2DAYSを含むスタジアム&ドームツアーを8月から開催する予定であると発表した[出典 73]。
  - 7月2日・3日、ロック・フェスティバル「E.YAZAWA SPECIAL EVENT ONE NIGHT SHOW 2022」を幕張メッセで開催した[137][138]。
  - 8月1日、オリジナルアルバム全34作、セルフカバーアルバム3作、ライブアルバム4作、ベストアルバム3作を最新リマスター音源にてダウンロード&ストリーミング配信開始[139]。配信限定でアルバム未収録の楽曲24曲をまとめた「アルバム未収録集」配信のほか、Apple Music限定で『I LOVE YOU,OK』『いつか、その日が来る日まで…』『ALL TIME BEST ALBUM』の3タイトルをドルビーアトモスによる空間オーディオで配信。
  - 8月27日、『EIKICHI YAZAWA 50th ANNIVERSARY TOUR「MY WAY」』初日。27日・28日は国立競技場で開催され、2日間で延べ12万人のファンを魅了した[140]。27日はスペシャルゲストに歌手のMISIA、28日にはB'zがサプライズゲストとして出演した[141]。本ライブは新しくなった国立競技場で行われた初の有観客音楽ライブである。また、2019年12月以降、新型コロナウイルスの感染拡大防止のため禁止していた"タオル投げ"が解禁された[142][143]。9月18日に福岡PayPayドーム、9月25日に京セラドーム大阪でライブを行い、3都市4公演を完遂した。なお、国立競技場公演2日目（8月28日）の模様を収めたBlu-ray＆DVDを2022年12月21日にリリースすることが発表された[144]。
  - 9月14日、秋のホール＆アリーナツアー『EIKICHI YAZAWA CONCERT TOUR 2022 〜ONE FIFTY〜』（11都市17公演）を開催すると発表した。ツアー最終公演は日本武道館での4DAYSを予定しており、最終日の12月20日には矢沢が日本武道館で行ったライブ通算150回を達成[145][146]するはずであったが、3日目（12月18日）の公演から喉に不調を感じ、最終日当日となる12月20日まで回復に努めたが好転しなかった。観客に対し真摯に向き合い、最高のパフォーマンスを魅せる姿勢を常としている矢沢は現状ではステージに立つことは出来ないと苦渋の決断を下し、最終日公演中止の告知を公式サイト及びSNSを通じて発表した。これにより150回の記録更新は持ち越しとなった[147][148]。12月23日、「NHK MUSIC SPECIAL 矢沢永吉 激白！超えられなかったあと1本」に出演。記録達成を目前に断念した武道館公演への思いを語った。また、今夏に行った国立競技場ライブへの道のりを記録したドキュメンタリー映像やキャロル時代からの秘蔵映像も併せて放送された[149]。
- 2023年
  - 7月28日、FUJI ROCK FESTIVAL'23に初出演[150]。“GREEN STAGE”にて8曲を披露した。
  - 12月14日、全国アリーナツアー『EIKICHI YAZAWA CONCERT TOUR 2023「Welcome to Rock’n’Roll」』東京4Days初日公演を日本武道館にて開催。前年2022年に喉の不調で断念した日本武道館公演通算150回を、本公演を以って達成した[151]。
- 2025年
  - 4月8日、豊洲上空に500機のドローンを飛ばし、空中パフォーマンスを展開。同年11月8日・9日の2日間にわたり、約7年ぶりとなる東京ドーム公演を行うことを発表した。実現すれば同施設での国内最年長者による単独公演記録更新となる[152][153]。
  - 5月6日、ラジオ特別番組「矢沢永吉ソロ50周年記念 TOKYO FM×ニッポン放送 スペシャルコラボ番組『矢沢永吉 I'm Happy』」がTOKYO FMとニッポン放送の2局で同日同時間に放送された[154][155]。矢沢はメインパーソナリティを務め、アシスタントはフリーアナウンサーの垣花正、「SCHOOL OF LOCK! 教育委員会」で共演経験のある遠山大輔が務めた[156]。

## 様々な事件・騒動
山中湖の自宅取り壊し
1978年7月に富士山麗の山中湖に1億円で建てた自宅が無断で『アサヒ芸能』に取り上げられ、地図にも掲載された。そのため、熱狂的なファンが連日連夜訪れ、酒盛りしたり、大声で歌ったり、花火を打ち上げたり、落書きしたりし、家族が生活できないほどにファンに引っ掻き回され周辺は大騒ぎとなる。妻はノイローゼで入院一歩前、子供たちは不登校になり、しかたなく他の地区へ引越した。その後、空き家となった住居に一部のファンが侵入し、スプレーで落書きや板を剥がしてのたき火、無造作に残された女性下着など、悪質な行為がエスカレートしたため、自宅を取り壊すこととなる。
ポルシェ盗難事件
1982年、マネージャーによるコンサート売り上げ詐欺事件。
そっくりさんによる3億円CM裁判。
最終的に「肖像権を大切にしましょう」という共同提言を新聞に掲載した。
オーストラリアにおける事務所元側近による巨額横領事件。
土地取引を巡り、34億円という巨額の経済事件となった。1998年に事件が発覚して6年で完済したと報道されているが、「実際は15、6年かけて返済していた」と後に語っている。これはオーストラリア犯罪史上2番目の被害額である。なお、犯人は個人事務所の経理部長とオーストラリアの現地責任者で、1998年8月に現地責任者が、1999年3月10日に経理部長がそれぞれ逮捕されている。
サントリー「BOSS」CM自粛
サントリー「BOSS」CM中のセリフ「夏だからってどこか行こうってのやめましょうよ…どこ行ったって夏なんですから…」に、長野県の旅館経営者が抗議し、CMは自粛となった。次回のCMではセリフが「冗談じゃねえよ」となった。
桑田佳祐による「すべての歌に懺悔しな!!騒動」
1994年に桑田が発表した楽曲「祭りのあと」のカップリング曲である「すべての歌に懺悔しな!!」の歌詞を巡り、マスコミによって長渕剛と共に桑田に揶揄された当事者とされた。この際、激怒した長渕とは対照的に「お互いクリエイター。全然、気にしてないよ。それより桑田君の方は大丈夫か？」と逆に桑田を気遣う発言をしたとされている。
キャロルの著作権を巡るジョニー大倉との争い
ものまねタレントへの提訴
2007年、ものまねタレントの石山琉大が、「矢沢永吉が唯一認めた」というキャッチコピーを自身の公式ホームページに記載し、ものまね芸および自身の経営する飲食店の広告・宣伝のために矢沢の知名度を利用した。しかし、石山自身の借金がたまり、イベント会場を借りたが支払いもせず、車販売などでもトラブルを次々起こす。石山のビジネスには何ら係わりのない矢沢の事務所にも被害者から苦情が舞い込むことがしばしば発生したため、業を煮やした矢沢側が石山を相手に1000万円の損害賠償を求めて訴訟を起こした。
すると石山は、矢沢側からの損害賠償の訴えが精神的苦痛になったことを理由に、矢沢に対して1億円の賠償を求める逆訴訟を起こした。代理人を通し、矢沢は石山に誠意を込めて謝ってほしいと譲歩を示したことで石山側が折れた。石山から謝罪文書と50万円を受け取った。しかし、後に“石山が和解に納得していない”という内容のコメントを矢沢が自身のHPに掲載したことで、再び関係が悪化、2009年10月19日に石山は名誉棄損を主張して矢沢に対して3000万円の損害賠償を求める訴訟を起こしたが、2010年3月25日、全て棄却された。
上述のような逆境に見舞われたが、CMやテレビドラマ、映画への出演により2005年までに借金を完済し、東京・赤坂の一等地に5階建てのスタジオを建設するまでに至る。なお本人はその件に関し「また新たなローンが出来てしまった」と笑い交じりに話している。金融機関から「あなたは返済の優等生ですよ」と評価されているという。

## 音楽性

### 特徴
- 団塊の世代であり、特にザ・ビートルズの影響を強く受けている[161]。最初にプロデビューを飾ったキャロルは、初期ビートルズを模範としたロックンロールをベースにしたもので高い人気を誇った。矢沢は「あと3年、キャロルを続けたかった」が、他のメンバーとの間に大きな溝が生まれ解散に至った[出典 81]。
- キャロル解散の後、ソロ活動を始めたが、バラード色を強く押し出した曲調に戸惑いを感じるファンは少なくなかった。1975年9月21日、ロサンゼルスレコーディングによるアルバム『I LOVE YOU,OK』および、シングル「アイ・ラヴ・ユー、OK / セクシー・キャット」でソロデビュー。本アルバムでは、当時まだ日本では珍しかったセルフプロデュースを行い、アレンジも同時に行うというセルフプロデュース方式をとった[163]。外国でアルバムを録音し、外国人のプロデューサーを起用するという、現在では当たり前の手法を行った[163]。『I LOVE YOU,OK』を作り終え「俺はバンドのなかの矢沢永吉と決別して、ひとりでやっていけるかもしれない」という手応えを得る[163]。海外レコーディングの成果に一つにアレンジの習得がある。アレンジーつによって原曲がいろんな顔に変わることに驚いたと述べている。1980年代前半には、レコーディングに参加したドゥービー・ブラザーズのメンバーらを連れてコンサートを行った。[要出典]
- 39歳前後のインタビューで「オレは生涯ロックし続けるんだ」という意味のことを繰り返し語った[164]。当時、既にロック界の顔役と言っていい存在であった矢沢に対し、世間が「大人の音楽」を求めたことに対する反発もあったが、当時の日本では40代〜50代になって一線で活躍するロックシンガーは見当たらず、結果的に矢沢がその道を切り拓くことになった[出典 82]。
- 主に矢沢の音楽活動は、キャロル時代から現在まで、TV歌番組への出演は極力控え、ライブ・パフォーマンスに重点を置く姿勢を貫いている。毎年欠かさず全国ツアーを行い、大都市圏のアリーナ、スタジアム会場だけでなく、地方都市の市民会館などにも訪れている[166]。
- マイクスタンドを振り回す独特のアクションは「マイクターン」と呼ばれ[55]、ソロ・デビュー当時からライブでの見せどころの一つである[167]。ソロデビューした時にベースを弾くのを止めたら、触るものが無くなって手持ち無沙汰になり、ある日、マイクを蹴って、スパーンと決まった[89]。自身もびっくりしたが、観客もびっくりした。「あっ、これはいいな」と気づいて始めた[89]。白い特製のマイクスタンドを使い、マイクは動かないように白いビニールテープで固定、シールドコードも白色に統一してある。ステージ衣装も白のスーツを着用することが多く、ライブ中盤から終盤にかけて矢沢タオルを肩にかけて登場する[注釈 9]。コンサート終盤には楽曲（「止まらないHa〜Ha」「トラベリン・バス」等）に合わせてタオル投げが会場全体に起こるのも大きな特色の一つである[54]。この「タオル投げ」は、客側から「トラベリン・バス」演奏時に自然発生で起こったのが最初であるという[出典 83]。
- コンサートの広告には、現在に至るまで「特攻服での入場はお断りします。また、他のお客様を威圧する服装・集団も入場をお断りすることがあります」という文言が入っている。キャロル時代から始まり、1975年のソロデビュー以降、1980年代にかけても[出典 84]、矢沢は暴走族やヤンキー、愚連隊などの不良層から支持を受けており[出典 85]、それゆえ会場内はポマードとシンナーの臭いが漂い[172]、コンサート会場周辺は単車の爆音が鳴り響き[172]、毎年不良の集会と化し[172]、血の気の多いファン同士の乱闘もしばしば起こり会場周辺に混乱を引き起こすことも少なくなかった[出典 86]。当時は全国規模で2〜3,000人という私設応援団があり[出典 87]、中には特攻服のようなユニフォームの団体もあり[173]、"集団の威圧感"があったことも事実で[173]、これらは社会問題にまでなり[出典 88]、新規ファンや女性客、一般のファンは近寄り難かった[出典 89]。他に当時は今日のようにネット販売がなく、チケット売り場（プレイガイドなど）に並ぶしかチケットが取れなかったため、応援団同志でのトラブルも多かった[173]。またキャパ2,000の会場で、観客が椅子の上で飛び跳ね、300席もの椅子を壊したこともあった[173]。1980年前後もフォークはいいがロックには会場を貸さない[18]、洋楽アーティストだったらどんなバンドでもOKなのに「矢沢はNG」という会場が多かった[出典 90]。1980年前後によくいわれたのが「会場拒否」だった[25]。ちなみに、矢沢はこういったことがあった時期に「なんで桑田佳祐には良いファンがいるのに、俺のところにははぐれ者ばっかりくるんだよ」と思っていたことがあったことを1980年代後半から1990年代前半までサザンオールスターズや桑田の作品に関わっていた小林武史とインタビューをした際に明かしている[176]。一連の騒ぎや「会場拒否」が落ち着いたのは1990年代に入ってからであった[171]。また、過去の迷惑行為の多くが飲酒者によって引き起こされていたため、現在では入場時、アルコールチェックが行われ、飲酒者を締め出している。[要出典]2019年1月には私設応援団なる迷惑ファンの出入り禁止およびファンクラブの強制脱会の措置を下したことを公式サイトで報告した[177]。矢沢がソロデビューした1970年代半ばから1980年にかけては『ぴあ』や『POPEYE』といったカルチャー誌が若者文化を先導し[172]、都会的なアイビースタイルが好まれた時代で[172]、矢沢が一貫してこだわり続けたのはその対極にあるものだった[172]。
- 1978年刊行の自伝「成りあがり」で綴られたサクセスストーリーは、社会現象を巻き起こす[175]。当時は「音楽をやってる人間が銭金の話をしてはいけない」みたいな風潮があったが、矢沢ははっきり「カネが儲かると聞いたから歌手になった」と話した[出典 91]。
- 自身をシンガーソングライターではなくメロディーメーカーであると自負をしており、作曲のみを行っている。作詞をしないのは「才能がないから」としている[179]。
- 1980年代のインタビューでは、洋楽ロックをお手本に「パクリ」を繰り返している同業者を「軽蔑してるね」と批判している。「ロックに詳しい層から見ればダサいモノであっても、本当に自分の内面から生み出した音楽をやる。そうでなければ、恥ずかしくて人前に出られない」「僕はなにひとつ、つくらなかった（捏造しなかった）」[180]という趣旨の発言をしている。
- チェコ・ナショナル交響楽団をバックバンドに招聘し、「Rock Opera」を開催した[181]。

## 功績

### ロックのメジャー化
日本の「ロックの祖」、日本にロックンロールを定着させた、ロックを日本で初めてビッグビジネスにした、自身の力でロックが市民権を得るところまで引き上げたなどと評される。歌謡曲とフォークソングの全盛だったこの国の音楽シーンに「日本語のロック」という風穴をぶち開け、以降も半世紀以上にわたり最前線で活動を重ね、最高峰として君臨する。たとえ無力の若者でも才能一つで「成りあがる」ことが出来るという"ジャパニーズドリーム"を体現して見せ、ロックに「生き方」という意味づけを行い、日本に於ける「ロック」という価値観を形づくり、日本のロックスター像を形成した。独立独歩のステータスの確立という点において、矢沢は現在のロック系大衆音楽界ビジネスの開祖的存在である。
レコード会社の操り人形ではなく、自身で作曲し、アルバムやステージまでプロデュースし、アーティストとしてのロックスター像を確立し、自ら会社を立ち上げて、音楽ビジネスに於けるアーティストの権利を最初に主張し、日本の音楽業界に欠けていたことを片っ端から構造的に変えていった。矢沢はアーティストであると同時に先進的なイノベイターでもあった。
アマチュア時代のキャバレーやナイトクラブから始まり、ライブハウスや地方の公民館、日比谷野音や大都市の大ホールを経て、日本武道館、後楽園球場を制覇。この出世の階段が、そのままロック界の成功の進路として"体系化"させた。
キャロル時代のロックのメジャー化に加え、ソロシンガー・矢沢永吉としての先駆的業績は1977年から1978年にかけてのものが大きい。1977年8月26日、日本人ソロ・ロックアーティストとして初めて日本武道館公演を実現。1978年3月21日に発売した資生堂CMソング「時間よ止まれ」がオリコン1位を獲得しミリオンセラーを記録。
コマーシャルソングが大きな注目を集めたのは、資生堂とカネボウによる、春・夏・秋・冬の化粧品キャンペーンソング合戦であるが、まだまだフォークやロック、ニューミュージックは反商業主義を掲げ、そういうものとは手を組まないという風潮があった時代に於いて、矢沢がCMタイアップという資本主義経済の権化と手を組んだことは、以降の両者の関係に大きな影響を与えた。スージー鈴木は「広島出身ミュージシャンたちはビジネス嗅覚が鋭い」と評価している。80年代の新しい音楽的才能は多くがタイアップから世に出た。「時間よ止まれ」の大ヒットからロック系楽曲のヒットラッシュが始まった。東芝EMI（現・EMIミュージック・ジャパン）時代から、日本のロック黎明期のプロデュースに携わった石坂敬一は「日本のロックが爆発しないのはシングルヒットがないからだ、などと内田裕也や加藤和彦らと言い合っていたら、自身と関係のないCBS・ソニーで『時間よ止まれ』が当たり"日本"のロックと言わなくてもいい時代に80年代以降なっていった」と述べている。石坂は1988年に矢沢を東芝EMIへと引き抜いた。「時間よ止まれ」がオリコン1位を獲得した1978年6月は、アルバム『ゴールドラッシュ』もオリコンアルバム1位で、シングル・アルバムとも矢沢が一位を独占した。またこの年12月に出したライブ・アルバム『LIVE 後楽園スタジアム』もオリコンアルバム1位を獲得している。
同年5月長者番付（1977年度納税分）歌手部門で、ロック歌手として初の歌手部門第1位を獲得。申告所得額は1億7123万円と、2位南こうせつに1億円の差をつける突出したものだった。矢沢は「自分で勝ち取ったんですよ。むしり取ったというのかな、この業界から。びっくりしたと思うよ。こんなヤツが出てきたよって」と述べている。1980年と1982年にも1位となり、最後の公示だった2004年も3位に入る。ロックミュージシャンとして初の1位獲得はそれまでの日本のロックミュージシャン像を打ち破った。当時のロックミュージシャンは「食べられない」「女のヒモ」というイメージであったため、各新聞や雑誌メディアも大きく報道した。自身では「ジャパニーズロックの転機だったんじゃないか」と述べている。7月15日に刊行した自伝本「成りあがり」は、同年12月までに18刷60万部を売り上げ、版を重ねて100万部を超えるベストセラーとなる。矢沢は、音楽スタイルの表面的な部分だけでなく、ロックという生き様を体現した。
8月28日には後楽園球場でコンサートを行う。ロックの単独公演で5万人を集めて、この日、ロックはついにメジャーになったとも評された。このコンサートは、日本のミュージシャンによるスタジアム・コンサートの先鞭をつけた。後楽園球場コンサートを控えた1978年当時の雑誌インタビューで矢沢は「トータル性を備えた、実としてのロックは俺から出たと思う。俺がソロになった時から」と自身が、日本のロックの実質的な始祖であると言い切った。1978年、矢沢の名は全国に広まり、アメリカン・ドリームならぬジャパニーズ・ドリームという夢をキャロルを知らない世代にまで与えた。

### 海外レコーディング先駆け
1975年の初ソロ作『I LOVE YOU, OK』からロサンゼルスでの制作を敢行した。また1981年、米国のレコード会社アサイラム・レコードと契約し、アルバム『YAZAWA』を発売するが、直接アメリカのレコード会社と契約し、曲作りをすべて現地で行った日本人シンガーは矢沢が初めてである。
矢沢は
などと述べている。

### ライブミュージシャンの先駆者
1975年ソロデビュー以降、「ライブと言えば矢沢永吉」と言われるほどショーマンシップ溢れるライブを展開してきた。自身のロック・スピリッツを明確に表現できるのはステージであると確信し、積極的にツアーを行った。1970年代は21人の"矢沢ファミリー"と4トン半のトラック二台に機材を積み全国を"ドサ回り"した。ツアーを重ねるたびに規模も会場のキャパも大きくなっていったが、同時に新たなファンも確実に獲得していった。2012年まで総ライブ数は1800回を超え、ライブの実績において他の追随を許さない。矢沢は制作や興行という面でも先駆者と呼ぶべきキャリアを歩んできた。矢沢がライブ制作を自前で手掛け始めたのは1990年。音楽業界の常識を破る試みだったが、リーダーシップを発揮し、ステージセットの刷新や音響環境の改善。大規模なホーン隊やストリングスを招聘するなど、ミュージシャンらしい視点を取り入れたライブは、日本の音楽シーンに大きなインパクトを与えた。
AKB商法が話題を呼んだ2012年には「口パクはダメだよ。あと何枚買ったら手を握らせるとかあるかは知らないけど、もしあるなら一緒にしてほしくない。そんなジャンル、俺たち歌手とは別モノでしょ。俺も100枚買ってくれたら×××握らせちゃうよ！」とジョークを交えて力説した。

### 著作権ビジネスの先駆者
矢沢はキャロル解散後に、ビートルズが設立したアップル・コアにならって自らの音楽出版社を設立した。当時の音楽業界はアーティストが自分の作品の権利を主張するなど言語道断。レコード会社や音楽出版社が権利を掌握し、レコード・CDの売り上げなどはミュージシャンの懐にほとんど届かない仕組みになっていた。音楽の著作権（出版権）は通常、レコード会社から音楽出版社に管理が委託されるが、出版権だけでなく肖像権にも目をつけた。グッズ販売なども自らの手でコントロールした。1991年、それまでコンサート制作を任せていた大手プロモーターとの契約を解除し、自社でのコンサート制作に切り換える。このため一時、ツアーはどこも満員でも赤字続きだった時期がある。2008年「GARURU RECORDS」設立で、音源制作や流通をすべて自前で行うスタイルを確立した。現在、世界の音楽業界では、CD販売のみに頼ることなく、あらゆる権利を通して収益を得る「360度ビジネス」モデルが主流となっており、矢沢は日本に於ける先駆者であると言われる。こうした銭金の話が日本人に馴染まないこともあって、これまで多くのトラブルが発生した。
矢沢は
などと述べている。前述のトラブルの大半が先に挙げた著作権や肖像権に関わることである。矢沢は「結局はただ音楽を作ろうと思っても、納得出来ないことが山ほどあったってだけ。長い物には巻かれず、"F〇〇Y〇〇!"ってやってきたから。他の芸能人が誰もやろうとしないから、オレがやらざるを得なかった」などと述べている。矢沢はコンサートの演出からアルバム制作まで、すべて自身でプロデュースを行っている。

### 矢沢ファンを公言する著名人
- ミュージシャンや歌手では、松任谷由実、桑田佳祐[205]、横浜銀蝿[206]、大友康平、高橋ジョージ、山本恭司、横山剣、氷室京介[207]、松本孝弘[208]、藤井フミヤ[209]、大土井裕二（元チェッカーズ）、甲本ヒロト、セイジ、奥田民生、中森明菜[210]、大木温之、田島貴男[211]、増子直純、湯江タケユキ[35]、横山健[166]、門倉有希[212]、ヒダカトオル、ダイスケはん、上中丈弥、清木場俊介[213]、志磨遼平[214]、今市隆二[215]、片寄涼太[216]、古橋舞悠（アイドリング!!!）[217]、樋口日奈（乃木坂46）[218]ら。文化人など著名人としては、舛添要一[出典 118]、安住淳、松井一郎[221]、古川禎久、武田良太、橋下徹[222]、常見陽平[223]、辻本秀幸[223]、徳光和夫、黒沢年雄[224]、梅沢富美男[225]、明石家さんま、泉ピン子[226]、たかの友梨、ビートたけし、名取裕子[227]、宮崎美子[228]、藤山直美[229]、田中美佐子、大場久美子、野沢尚[230]、平野寿将、秋山博康[231]、とんねるず、柳沢慎吾、小沢仁志[232]、モーリー・ロバートソン、坂本つとむ[233]、重松清[出典 119]、板尾創路、松本人志[236]、リリー・フランキー[出典 120]、伊原剛志[237]、羽原大介[238]、恵俊彰、出川哲朗[239]、五味隆典[240]、高知東生[241]、前田典子[242]、西村和彦、中山秀征、今田耕司[243]、矢沢あい、鈴木京香[244]、薬師寺保栄、吉田栄作、的場浩司、吉田豪[245]、浅野忠信、市原隼人、井岡一翔、三浦大輔[246][247]、古賀琢麻、石丸伸二[248]、鈴木亮平[249]、神田伯山[250]、市川紗椰[251]、木下優樹菜[252]、金本浩二[220]、那須川天心、ギタウ・ダニエル[253]、竜星涼[出典 121]、細川凌平[255]らがいる[出典 122]、イチロー。
- ジャニーズタレント（元を含む）にも矢沢ファンが多く、田原俊彦[258]、近藤真彦[259]、成田昭次[260]、錦織一清、木村拓哉、松岡昌宏[261]、今井翼[262]、山下智久[263]、生田斗真、藤ヶ谷太輔[264]、ラウール[265]らが矢沢ファン。田原はカラオケでは自分の曲は歌わず、浜田省吾と矢沢を歌うという[266]。少年隊の錦織も矢沢の大ファンで、少年隊のデビュー曲「仮面舞踏会」は矢沢の楽曲の作詞を多く手掛けたちあき哲也に、錦織が作詞を希望し実現したもの[267]。木村拓哉は主演ドラマ『BG〜身辺警護人〜』の最終回のゲストとして念願叶い、矢沢をゲストに迎えた[268]。櫻井翔の父・桜井俊は、東京大学在学中に駒場祭の実行委員長としてキャロルを呼んだという[269]。
- 作詞家の売野雅勇は矢沢に憧れ、自ら矢沢に長いラブレターを書いて売り込み、会ってハートをガシッ！と掴まれて挑んだ矢沢との競作が「SOMEBODY'S NIGHT」「PURE GOLD」などの楽曲である[出典 123]。
- 小池聰行のカラオケの十八番は「時間よ止まれ」だという[272]。
- 所ジョージは矢沢の著書「成りあがり」のパロディとして「成りさがり」（廣済堂出版、1978年12月）を出版している[注釈 12]。所ジョージは1982年の雑誌インタビューで、最も有名な矢沢語録かもしれない「矢沢です、ヨロシク！」を流行らせたのは自分と述べている[273]。所によれば「『矢沢です、ヨロシク！』なんて、ぼくはずいぶん前からやってたんです。それをタモリさんが見て『所がやってるんだから、きっとこれは若者に通じるんだろう』って、タモリさんもやるようになった。でも、タモリさんのは、ちょっと違うんですよね。大阪弁なのね（笑）広島なまりっぽくないんだなあ。そこがまた、いかにもタモリさんらしくて、すごくおかしいですけどね」と話している[273]。ダイアモンド☆ユカイにも「成りさがり」という著書がある。

## ディスコグラフィ

### シングル
|                                 | 発売日         | タイトル                                  | カップリング                                                  | 規格            | 規格品番    | 順位        |
| CBS・ソニー                     | CBS・ソニー    | CBS・ソニー                               | CBS・ソニー                                                   | CBS・ソニー     | CBS・ソニー | CBS・ソニー |
| ------------------------------- | -------------- | ----------------------------------------- | ------------------------------------------------------------- | --------------- | ----------- | ----------- |
| 1st                             | 1975年9月21日  | アイ・ラヴ・ユー、OK                      | セクシー・キャット                                            | EP              | SOLB-305    | 43位        |
| 1st                             | 1989年3月21日  | アイ・ラヴ・ユー、OK                      | セクシー・キャット                                            | 8cmCD           | 10EH-3256   | -           |
| 2nd                             | 1976年3月21日  | 真夜中のロックン・ロール                  | 最後の約束                                                    | EP              | SOLB-402    | 65位        |
| 2nd                             | 1979年9月21日  | 真夜中のロックン・ロール                  | 最後の約束                                                    | EP              | 06SH-605    | -           |
| 3rd                             | 1976年9月21日  | ひき潮                                    | 写真の二人                                                    | EP              | 06SH-65     | 50位        |
| 3rd                             | 1989年3月21日  | ひき潮                                    | 写真の二人                                                    | 8cmCD           | 10EH-3257   | -           |
| 4th                             | 1977年6月21日  | 黒く塗りつぶせ                            | せめて今夜は                                                  | EP              | 06SH-170    | 78位        |
| 5th                             | 1978年3月21日  | 時間よ止まれ                              | チャイナタウン                                                | EP              | 06SH-270    | 1位         |
| 5th                             | 1989年3月21日  | 時間よ止まれ                              | チャイナタウン                                                | 8cmCD           | 10EH-3258   | -           |
| 6th                             | 1979年4月1日   | I say Good-bye, So Good-bye               | 天使たちの場所                                                | EP              | 06SH-464    | 16位        |
| ワーナー・パイオニア            |                |                                           |                                                               |                 |             |             |
| 7th                             | 1980年3月10日  | THIS IS A SONG FOR COCA-COLA              | RUN & RUN                                                     | EP              | K-30W       | 5位         |
| 8th                             | 1980年5月10日  | 涙のラブレター                            | レイニー・ウェイ                                              | EP              | K-31W       | 9位         |
| -                               | 1980年11月28日 | 兄貴に相談                                | -                                                             | EP              | KZ-2W       | -           |
| 9th                             | 1981年4月25日  | 抱かれたい、もう一度 -LOVE THAT WAS LOST- | The Ride                                                      | EP              | K-1503W     | -           |
| 10th                            | 1981年9月25日  | You/Shampoo                               |                                                               | EP              | K-1510W     | 23位        |
| 11th                            | 1982年2月20日  | YES MY LOVE                               | YOKOHAMA FOGGY NIGHT                                          | EP              | K-1515W     | 8位         |
| 12th                            | 1982年4月10日  | LAHAINA                                   | SEPTEMBER MOON                                                | EP              | K-1516      | 16位        |
| 13th                            | 1982年10月9日  | ROCKIN' MY HEART                          | WHY DID YOU EVER GO                                           | EP              | K-1519      | 15位        |
| 14th                            | 1983年6月29日  | ミスティ -misty-                          | WHY YOU…                                                      | EP              | K-1524      | 16位        |
| 15th                            | 1983年11月16日 | Last Christmas Eve                        | シーサイド#9001                                               | EP              | K-1527      | 14位        |
| 16th                            | 1984年3月10日  | THE BORDER                                | I SAID I LOVE YOU                                             | EP              | K-1530      | 42位        |
| 17th                            | 1984年7月10日  | 逃亡者                                    | BALL AND CHAIN                                                | EP              | K-1534      | 24位        |
| 18th                            | 1985年6月25日  | TAKE IT TIME                              | あ・い・つ                                                    | EP              | K-1550      | 18位        |
| 19th                            | 1986年5月25日  | BELIEVE IN ME                             | 棕櫚の影に <1985・12・19武道館LIVE>                           | EP              | K-1560      | 17位        |
| Warner Bros. Records            |                |                                           |                                                               |                 |             |             |
| 20th                            | 1987年5月13日  | FLASH IN JAPAN                            | YOKO                                                          | EP              | 7-28325     | -           |
| 東芝EMI / EASTWORLD             |                |                                           |                                                               |                 |             |             |
| 21st                            | 1988年7月6日   | 共犯者                                    | RISKY LOVE                                                    | EP              | RT07-2130   | 6位         |
| 21st                            | 1988年7月6日   | 共犯者                                    | RISKY LOVE                                                    | 8cmCD           | XT10-2030   | 6位         |
| 21st                            | 1988年7月6日   | 共犯者                                    | RISKY LOVE                                                    | CT              | ZX10-6145   | 6位         |
| 22nd                            | 1988年9月21日  | ニューグランドホテル                      | キャンディ                                                    | EP              | RT07-2200   | 26位        |
| 22nd                            | 1988年9月21日  | ニューグランドホテル                      | キャンディ                                                    | 8cmCD           | XT10-2200   | 26位        |
| 22nd                            | 1988年9月21日  | ニューグランドホテル                      | キャンディ                                                    | CT              | ZX10-6200   | 26位        |
| 23rd                            | 1988年11月30日 | くちづけが止まらない                      | ルイジアンナ (ニューヴァージョン)                             | EP              | RT07-2250   | 42位        |
| 23rd                            | 1988年11月30日 | くちづけが止まらない                      | ルイジアンナ (ニューヴァージョン)                             | 8cmCD           | XT10-2250   | 42位        |
| 23rd                            | 1988年11月30日 | くちづけが止まらない                      | ルイジアンナ (ニューヴァージョン)                             | CT              | ZX10-6250   | 42位        |
| 24th                            | 1989年4月26日  | SOMEBODY'S NIGHT                          | アゲイン                                                      | EP              | RT07-2333   | 2位         |
| 24th                            | 1989年4月26日  | SOMEBODY'S NIGHT                          | アゲイン                                                      | 8cmCD           | XT10-2333   | 2位         |
| 24th                            | 1989年4月26日  | SOMEBODY'S NIGHT                          | アゲイン                                                      | CT              | ZX10-6333   | 2位         |
| 25th                            | 1989年7月19日  | 愛しい風〜子熊のテーマ〜                  | 六本木ショット                                                | EP              | RT07-2400   | 17位        |
| 25th                            | 1989年7月19日  | 愛しい風〜子熊のテーマ〜                  | 六本木ショット                                                | 8cmCD           | XT10-2400   | 17位        |
| 25th                            | 1989年7月19日  | 愛しい風〜子熊のテーマ〜                  | 六本木ショット                                                | CT              | ZX10-6400   | 17位        |
| 26th                            | 1989年10月11日 | バラードよ永遠に                          | FLESH AND BLOOD                                               | EP              | RT07-2425   | 6位         |
| 26th                            | 1989年10月11日 | バラードよ永遠に                          | FLESH AND BLOOD                                               | 8cmCD           | XT10-2425   | 6位         |
| 27th                            | 1990年5月23日  | PURE GOLD                                 | I LOVE YOU,OK -1990 Version-                                  | Maxi            | TODT-2513-Y | 1位         |
| 27th                            | 1990年5月23日  | PURE GOLD                                 | I LOVE YOU,OK -1990 Version-                                  | 8cmCD           | TODT-2513   | 1位         |
| 27th                            | 1990年5月23日  | PURE GOLD                                 | I LOVE YOU,OK -1990 Version-                                  | CT              | TOST-2513   | 1位         |
| 28th                            | 1991年4月19日  | 夢の彼方                                  | フェンス越しのFICTION                                         | 8cmCD           | TODT-2650   | 3位         |
| 28th                            | 1991年4月19日  | 夢の彼方                                  | フェンス越しのFICTION                                         | CT              | TOST-2650   | 3位         |
| 29th                            | 1991年5月31日  | ラスト・シーン                            | LONELY WARRIOR                                                | 8cmCD           | TODT-2670   | 4位         |
| 29th                            | 1991年5月31日  | ラスト・シーン                            | LONELY WARRIOR                                                | CT              | TOST-2670   | 4位         |
| 30th                            | 1991年12月11日 | BIG BEAT                                  | DON'T WANNA STOP                                              | 8cmCD           | TODT-2780   | 29位        |
| 31st                            | 1992年6月3日   | Anytime Woman                             | Sail Away                                                     | 8cmCD           | TODT-2839   | 9位         |
| 31st                            | 1992年6月3日   | Anytime Woman                             | Sail Away                                                     | CT              | TOST-2839   | 9位         |
| 32nd                            | 1992年6月17日  | Anytime Woman -English Version-           | アンジェリーナ                                                | 8cmCD           | TODT-2863   | 9位         |
| 32nd                            | 1992年6月17日  | Anytime Woman -English Version-           | アンジェリーナ                                                | CT              | TOST-2863   | 9位         |
| 33rd                            | 1993年2月10日  | 東京                                      | 心花よ                                                        | 8cmCD           | TODT-2980   | 6位         |
| 33rd                            | 1993年2月10日  | 東京                                      | 心花よ                                                        | CT              | TOST-2980   | 6位         |
| 34th                            | 1993年10月27日 | 黄昏に捨てて                              | 闇の中のハリケーン                                            | 8cmCD           | TODT-3123   | 24位        |
| 35th                            | 1994年4月27日  | アリよさらば                              | SEA BREEZE                                                    | 8cmCD           | TODT-3215   | 4位         |
| 35th                            | 1994年4月27日  | アリよさらば                              | SEA BREEZE                                                    | CT              | TOST-3215   | 4位         |
| 36th                            | 1994年5月25日  | いつの日か                                | センチメンタル・コースト                                      | 8cmCD           | TODT-3230   | 8位         |
| 36th                            | 1994年5月25日  | いつの日か                                | センチメンタル・コースト                                      | CT              | TOST-3230   | 8位         |
| 37th                            | 1995年2月8日   | 夏の終り                                  | 抱いちまったら                                                | 8cmCD           | TODT-3430   | 19位        |
| 38th                            | 1995年5月24日  | 青空                                      | THE TROUBLE MAN                                               | 8cmCD           | TODT-3490   | 30位        |
| 39th                            | 1996年5月16日  | MARIA                                     | 終わりじゃないぜ                                              | 8cmCD           | TODT-3700   | 26位        |
| 40th                            | 1996年11月7日  | もうひとりの俺                            | WILD HEART                                                    | 8cmCD           | TODT-3880   | 37位        |
| 41st                            | 1997年9月3日   | Still                                     | China Girl                                                    | 8cmCD           | TODT-5040   | 34位        |
| 42nd                            | 1997年11月7日  | あの日のように                            | だから、抱いてくれ                                            | 8cmCD           | TODT-5075   | 37位        |
| 43rd                            | 1998年7月29日  | チャイナタウン                            | 黒く塗りつぶせ                                                | 8cmCD           | TODT-5178   | 33位        |
| 44th                            | 1999年6月30日  | Oh!ラヴシック                             | I have no reason                                              | Maxi            | TOCT-4155   | 17位        |
| 44th                            | 1999年6月30日  | Oh!ラヴシック                             | 馬鹿もほどほどに (Live at CLUB CITTA' KAWASAKI Sep.29th,1998) | Maxi            | TOCT-4155   | 17位        |
| 45th                            | 2000年8月9日   | THE TRUTH                                 | Brother!                                                      | Maxi            | TOCT-4235   | 16位        |
| ユニバーサル インターナショナル |                |                                           |                                                               |                 |             |             |
| 46th                            | 2000年10月25日 | Tonight I Remember                        | Little Drummer Boy (Song by Narada Michael Walden)            | Maxi            | UICE-5001   | 35位        |
| 東芝EMI / EASTWORLD             |                |                                           |                                                               |                 |             |             |
| 47th                            | 2001年8月29日  | 背中ごしの I LOVE YOU                     | THE STRANGE WORLD -remix-                                     | Maxi            | TOCT-4315   | 19位        |
| 48th                            | 2002年7月26日  | 鎖を引きちぎれ                            | 気ままなロックン・ローラー                                    | Maxi (CD-EXTRA) | TOCT-4403   | 15位        |
| 49th                            | 2005年8月24日  | ONLY ONE                                  | 面影                                                          | Maxi            | TOCT-4895   | 20位        |
| EMI Music Japan                 |                |                                           |                                                               |                 |             |             |
| 50th                            | 2007年9月5日   | 夏の終り                                  | この道の向こうに                                              | Maxi            | TOCT-40142  | 27位        |
| GARURU RECORDS                  |                |                                           |                                                               |                 |             |             |
| 51st                            | 2009年2月25日  | Loser                                     |                                                               | Maxi            | GRRC-7      | 17位        |
| 52nd                            | 2009年6月3日   | コバルトの空                              | 未来をかさねて                                                | Maxi            | GRRC-8      | 13位        |

### オリジナル・アルバム
|                      | 発売日         | タイトル                     | 規格                     | 規格品番    | 発売元                       | 備考                                                | 順位        |
| CBS・ソニー          | CBS・ソニー    | CBS・ソニー                  | CBS・ソニー              | CBS・ソニー | CBS・ソニー                  | CBS・ソニー                                         | CBS・ソニー |
| -------------------- | -------------- | ---------------------------- | ------------------------ | ----------- | ---------------------------- | --------------------------------------------------- | ----------- |
| 1st                  | 1975年9月21日  | I LOVE YOU,OK                | LP                       | SOLN-4      | CBS・ソニー                  |                                                     | 8位         |
| 1st                  | 1990年10月15日 | I LOVE YOU,OK                | CD                       | CSCL-1256   | CBS・ソニー                  | CD選書                                              | -           |
| 1st                  | 2006年11月15日 | I LOVE YOU,OK                | CD                       | MHCL-951    | Sony Music Direct / GT music | デジタル・リマスタリング / 初回限定紙ジャケット仕様 | 99位        |
| 2nd                  | 1976年6月21日  | A Day                        | LP                       | 25AH-35     | CBS・ソニー                  |                                                     | 9位         |
| 2nd                  | 1990年10月15日 | A Day                        | CD                       | CSCL-1257   | CBS・ソニー                  | CD選書                                              | -           |
| 2nd                  | 2006年11月15日 | A Day                        | CD                       | MHCL-952    | Sony Music Direct / GT music | デジタル・リマスタリング / 初回限定紙ジャケット仕様 | 109位       |
| 3rd                  | 1977年4月21日  | ドアを開けろ                 | LP                       | 25AH-185    | CBS・ソニー                  |                                                     | 2位         |
| 3rd                  | 1990年10月15日 | ドアを開けろ                 | CD                       | CSCL-1260   | CBS・ソニー                  | CD選書                                              | -           |
| 3rd                  | 2006年11月15日 | ドアを開けろ                 | CD                       | MHCL-955    | Sony Music Direct / GT music | デジタル・リマスタリング / 初回限定紙ジャケット仕様 | 114位       |
| 4th                  | 1978年6月1日   | ゴールドラッシュ             | LP                       | 25AH-485    | CBS・ソニー                  |                                                     | 1位         |
| 4th                  | 1990年10月15日 | ゴールドラッシュ             | CD                       | CSCL-1263   | CBS・ソニー                  | CD選書                                              | -           |
| 4th                  | 2006年11月15日 | ゴールドラッシュ             | CD                       | MHCL-958    | Sony Music Direct / GT music | デジタル・リマスタリング / 初回限定紙ジャケット仕様 | 100位       |
| 5th                  | 1979年6月21日  | Kiss Me Please               | LP                       | 25AH-734    | CBS・ソニー                  |                                                     | 2位         |
| 5th                  | 1990年10月15日 | Kiss Me Please               | CD                       | CSCL-1266   | CBS・ソニー                  | CD選書                                              | -           |
| 5th                  | 2006年11月15日 | Kiss Me Please               | CD                       | MHCL-961    | Sony Music Direct / GT music | デジタル・リマスタリング / 初回限定紙ジャケット仕様 | 118位       |
| ワーナー・パイオニア |                |                              |                          |             |                              |                                                     |             |
| 6th                  | 1980年6月10日  | KAVACH                       | LP                       | K-10022W    | ワーナー・パイオニア         |                                                     | 2位         |
| 6th                  | 1985年12月10日 | KAVACH                       | CD                       | 32XL-136    | ワーナー・パイオニア         |                                                     | -           |
| 6th                  | 1990年10月25日 | KAVACH                       | CD                       | WPCL-195    | ワーナー・パイオニア         |                                                     | -           |
| 6th                  | 2010年11月20日 | KAVACH                       | CD                       | GRRC-11     | GARURU RECORDS               | 紙ジャケット仕様                                    | 246位       |
| 7th                  | 1981年8月5日   | YAZAWA                       | LP                       | K-10024E    | ワーナー・パイオニア         |                                                     | 9位         |
| 7th                  | 1981年9月25日  | YAZAWA                       | LP                       | 5E-536      | ワーナー・パイオニア         | 海外発売 第1弾 / 逆輸入盤                           | 3位         |
| 7th                  | 1983年         | YAZAWA                       | CD                       | 35XL-21     | ワーナー・パイオニア         |                                                     | -           |
| 7th                  | 1985年7月10日  | YAZAWA                       | CD                       | 32XL-97     | ワーナー・パイオニア         |                                                     | -           |
| 7th                  | 1990年10月25日 | YAZAWA                       | CD                       | WPCL-199    | ワーナー・パイオニア         |                                                     | -           |
| 7th                  | 2010年11月20日 | YAZAWA                       | CD                       | GRRC-12     | GARURU RECORDS               | 紙ジャケット仕様                                    | 247位       |
| 8th                  | 1981年10月25日 | RISING SUN                   | LP                       | K-12502W    | ワーナー・パイオニア         |                                                     | 3位         |
| 8th                  | 1983年         | RISING SUN                   | CD                       | 35XL-14     | ワーナー・パイオニア         |                                                     | -           |
| 8th                  | 1987年10月25日 | RISING SUN                   | CD                       | 32XL-226    | ワーナー・パイオニア         |                                                     | -           |
| 8th                  | 1990年10月25日 | RISING SUN                   | CD                       | WPCL-200    | ワーナー・パイオニア         |                                                     | -           |
| 8th                  | 2010年11月20日 | RISING SUN                   | CD                       | GRRC-13     | GARURU RECORDS               | 紙ジャケット仕様                                    | 278位       |
| 9th                  | 1982年7月10日  | P.M.9                        | LP                       | K-12056     | ワーナー・パイオニア         |                                                     | 1位         |
| 9th                  | 1983年         | P.M.9                        | CD                       | 35XL-2      | ワーナー・パイオニア         |                                                     | -           |
| 9th                  | 1985年7月25日  | P.M.9                        | CD                       | 32XL-100    | ワーナー・パイオニア         |                                                     | -           |
| 9th                  | 1990年10月25日 | P.M.9                        | CD                       | WPCL-201    | ワーナー・パイオニア         |                                                     | -           |
| 9th                  | 2010年11月20日 | P.M.9                        | CD                       | GRRC-14     | GARURU RECORDS               | 紙ジャケット仕様                                    | 218位       |
| 10th                 | 1982年12月4日  | YAZAWA It's Just Rock'n Roll | LP                       | SDM-15005   | ワーナー・パイオニア         |                                                     | 2位         |
| 10th                 | 1983年2月10日  | YAZAWA It's Just Rock'n Roll | LP                       | 60199-1     | ワーナー・パイオニア         | 海外発売 第2弾 / 逆輸入盤                           | -           |
| 10th                 | 1983年         | YAZAWA It's Just Rock'n Roll | CD                       | 35XL-7      | ワーナー・パイオニア         |                                                     | -           |
| 10th                 | 1987年9月25日  | YAZAWA It's Just Rock'n Roll | CD                       | 32XL-223    | ワーナー・パイオニア         |                                                     | -           |
| 10th                 | 1990年10月25日 | YAZAWA It's Just Rock'n Roll | CD                       | WPCL-202    | ワーナー・パイオニア         |                                                     | -           |
| 10th                 | 2010年11月20日 | YAZAWA It's Just Rock'n Roll | CD                       | GRRC-15     | GARURU RECORDS               | 紙ジャケット仕様                                    | 256位       |
| 11th                 | 1983年7月20日  | I am a Model                 | LP                       | K-12507     | ワーナー・パイオニア         |                                                     | 4位         |
| 11th                 | 1983年         | I am a Model                 | CD                       | 35XL-13     | ワーナー・パイオニア         |                                                     | -           |
| 11th                 | 1985年8月10日  | I am a Model                 | CD                       | 32XL-104    | ワーナー・パイオニア         |                                                     | -           |
| 11th                 | 1990年10月25日 | I am a Model                 | CD                       | WPCL-203    | ワーナー・パイオニア         |                                                     | -           |
| 11th                 | 2010年11月20日 | I am a Model                 | CD                       | GRRC-16     | GARURU RECORDS               | 紙ジャケット仕様                                    | 277位       |
| 12th                 | 1984年7月25日  | E'                           | LP                       | K-12512     | ワーナー・パイオニア         |                                                     | 3位         |
| 12th                 | 1984年7月25日  | E'                           | CD                       | 35XL-44     | ワーナー・パイオニア         |                                                     | -           |
| 12th                 | 1985年7月10日  | E'                           | CD                       | 32XL-98     | ワーナー・パイオニア         |                                                     | -           |
| 12th                 | 1990年10月25日 | E'                           | CD                       | WPCL-205    | ワーナー・パイオニア         |                                                     | -           |
| 12th                 | 2010年11月20日 | E'                           | CD                       | GRRC-17     | GARURU RECORDS               | 紙ジャケット仕様                                    | 248位       |
| 13th                 | 1985年7月25日  | YOKOHAMA二十才まえ           | LP                       | K-12517     | ワーナー・パイオニア         |                                                     | 1位         |
| 13th                 | 1985年7月25日  | YOKOHAMA二十才まえ           | CD                       | 32XL-94     | ワーナー・パイオニア         |                                                     | 1位         |
| 13th                 | 1990年10月25日 | YOKOHAMA二十才まえ           | CD                       | WPCL-206    | ワーナー・パイオニア         |                                                     | -           |
| 13th                 | 2010年11月20日 | YOKOHAMA二十才まえ           | CD                       | GRRC-18     | GARURU RECORDS               | 紙ジャケット仕様                                    | 261位       |
| 14th                 | 1986年7月25日  | 東京ナイト                   | LP                       | K-12525     | ワーナー・パイオニア         |                                                     | 5位         |
| 14th                 | 1986年7月25日  | 東京ナイト                   | CD                       | 32XL-158    | ワーナー・パイオニア         |                                                     | 5位         |
| 14th                 | 1990年10月25日 | 東京ナイト                   | CD                       | WPCL-209    | ワーナー・パイオニア         |                                                     | -           |
| 14th                 | 2010年11月20日 | 東京ナイト                   | CD                       | GRRC-19     | GARURU RECORDS               | 紙ジャケット仕様                                    | 245位       |
| Warner Bros. Records |                |                              |                          |             |                              |                                                     |             |
| 15th                 | 1987年5月18日  | FLASH IN JAPAN               | LP                       | 25384-1     | Warner Bros. Records         | 海外発売 第3弾 / 日本未発売                         | -           |
| 15th                 | 1987年5月18日  | FLASH IN JAPAN               | CD                       | 25384-2     | Warner Bros. Records         | 海外発売 第3弾 / 日本未発売                         | -           |
| 15th                 | 1999年12月24日 | FLASH IN JAPAN               | CD                       | TOCT-24280  | 東芝EMI / EASTWORLD          |                                                     | 15位        |
| 東芝EMI / EASTWORLD  |                |                              |                          |             |                              |                                                     |             |
| 16th                 | 1988年7月21日  | 共犯者                       | LP                       | RT28-5255   | 東芝EMI / EASTWORLD          |                                                     | 3位         |
| 16th                 | 1988年7月21日  | 共犯者                       | CT                       | ZT28-5255   | 東芝EMI / EASTWORLD          |                                                     | 3位         |
| 16th                 | 1988年7月21日  | 共犯者                       | CD                       | CT32-5255   | 東芝EMI / EASTWORLD          |                                                     | 3位         |
| 16th                 | 2010年11月20日 | 共犯者                       | CD                       | GRRC-20     | GARURU RECORDS               | 紙ジャケット仕様                                    | -           |
| 17th                 | 1989年6月21日  | 情事                         | LP                       | RT28-5500   | 東芝EMI / EASTWORLD          |                                                     | 2位         |
| 17th                 | 1989年6月21日  | 情事                         | CT                       | ZT28-5500   | 東芝EMI / EASTWORLD          |                                                     | 2位         |
| 17th                 | 1989年6月21日  | 情事                         | CD                       | CT32-5500   | 東芝EMI / EASTWORLD          |                                                     | 2位         |
| 17th                 | 2010年11月20日 | 情事                         | CD                       | GRRC-21     | GARURU RECORDS               | 紙ジャケット仕様                                    | -           |
| 18th                 | 1990年7月31日  | 永吉                         | CD                       | TOCT-5780   | 東芝EMI / EASTWORLD          |                                                     | 2位         |
| 18th                 | 2010年11月20日 | 永吉                         | CD                       | GRRC-22     | GARURU RECORDS               | 紙ジャケット仕様                                    | -           |
| 19th                 | 1991年7月5日   | Don't Wanna Stop             | CD                       | TOCT-6200   | 東芝EMI / EASTWORLD          | -                                                   | 3位         |
| 19th                 | 2010年11月20日 | Don't Wanna Stop             | CD                       | GRRC-23     | GARURU RECORDS               | 紙ジャケット仕様                                    | -           |
| 20th                 | 1992年6月24日  | Anytime Woman                | CD                       | TOCT-6521   | 東芝EMI / EASTWORLD          |                                                     | 5位         |
| 20th                 | 2010年11月20日 | Anytime Woman                | CD                       | GRRC-23     | GARURU RECORDS               | 紙ジャケット仕様                                    | -           |
| 21st                 | 1993年3月31日  | HEART                        | CD                       | TOCT-6925   | 東芝EMI / EASTWORLD          |                                                     | 1位         |
| 21st                 | 2010年11月20日 | HEART                        | CD                       | GRRC-25     | GARURU RECORDS               | 紙ジャケット仕様                                    | -           |
| 22nd                 | 1994年7月6日   | the Name Is...               | CD                       | TOCT-8480   | 東芝EMI / EASTWORLD          |                                                     | 1位         |
| 22nd                 | 2010年11月20日 | the Name Is...               | CD                       | GRRC-26     | GARURU RECORDS               | 紙ジャケット仕様                                    | -           |
| 23rd                 | 1995年7月5日   | この夜のどこかで             | CD                       | TOCT-9110   | 東芝EMI / EASTWORLD          |                                                     | 3位         |
| 23rd                 | 2010年11月20日 | この夜のどこかで             | CD                       | GRRC-27     | GARURU RECORDS               | 紙ジャケット仕様                                    |             |
| 24th                 | 1996年7月3日   | MARIA                        | CD                       | TOCT-9550   | 東芝EMI / EASTWORLD          |                                                     | 5位         |
| 24th                 | 2010年11月20日 | MARIA                        | CD                       | GRRC-28     | GARURU RECORDS               | 紙ジャケット仕様                                    | -           |
| 25th                 | 1997年8月8日   | YES                          | CD                       | TOCT-9930   | 東芝EMI / EASTWORLD          |                                                     | 8位         |
| 25th                 | 2010年11月20日 | YES                          | CD                       | GRRC-29     | GARURU RECORDS               | 紙ジャケット仕様                                    | -           |
| 26th                 | 1999年8月6日   | LOTTA GOOD TIME              | CD                       | TOCT-24200  | 東芝EMI / EASTWORLD          |                                                     | 10位        |
| 26th                 | 2010年11月20日 | LOTTA GOOD TIME              | CD                       | GRRC-30     | GARURU RECORDS               | 紙ジャケット仕様                                    | -           |
| 27th                 | 2000年9月27日  | STOP YOUR STEP               | CD                       | TOCT-24400  | 東芝EMI / EASTWORLD          |                                                     | 7位         |
| 27th                 | 2010年11月20日 | STOP YOUR STEP               | CD                       | GRRC-31     | GARURU RECORDS               | 紙ジャケット仕様                                    | -           |
| 28th                 | 2001年9月27日  | YOU,TOO COOL                 | CD                       | TOCT-24650  | 東芝EMI / EASTWORLD          |                                                     | 6位         |
| 28th                 | 2010年11月20日 | YOU,TOO COOL                 | CD                       | GRRC-32     | GARURU RECORDS               | 紙ジャケット仕様                                    | -           |
| 29th                 | 2004年9月1日   | 横顔                         | CD                       | TOCT-25449  | 東芝EMI / EASTWORLD          |                                                     | 8位         |
| 29th                 | 2010年11月20日 | 横顔                         | CD                       | GRRC-33     | GARURU RECORDS               | 紙ジャケット仕様                                    | -           |
| 30th                 | 2005年9月14日  | ONLY ONE                     | CD                       | TOCT-25834  | 東芝EMI / EASTWORLD          |                                                     | 4位         |
| 30th                 | 2010年11月20日 | ONLY ONE                     | CD                       | GRRC-34     | GARURU RECORDS               | 紙ジャケット仕様                                    | -           |
| GARURU RECORDS       |                |                              |                          |             |                              |                                                     |             |
| 31st                 | 2009年8月5日   | ROCK'N'ROLL                  | CD                       | GRRC-10     | GARURU RECORDS               |                                                     | 3位         |
| 32nd                 | 2010年6月9日   | TWIST                        | CD+DVD（初回限定盤）     | GRRC-35     | GARURU RECORDS               |                                                     | 3位         |
| 32nd                 | 2010年6月9日   | TWIST                        | CD（通常盤）             | GRRC-36     | GARURU RECORDS               |                                                     | 3位         |
| 33rd                 | 2012年8月1日   | Last Song                    | CD+Tシャツ（初回限定盤） | GRRC-38/E   | GARURU RECORDS               |                                                     | 2位         |
| 33rd                 | 2012年8月1日   | Last Song                    | CD（通常盤）             | GRRC-38     | GARURU RECORDS               |                                                     | 2位         |
| 34th                 | 2019年9月4日   | いつか、その日が来る日まで…  | CD+Blu-ray (初回限定盤A) | GRRC-54/55  | GARURU RECORDS               |                                                     | 1位         |
| 34th                 | 2019年9月4日   | いつか、その日が来る日まで…  | CD+DVD (初回限定盤A)     | GRRC-58/59  | GARURU RECORDS               |                                                     | 1位         |
| 34th                 | 2019年9月4日   | いつか、その日が来る日まで…  | CD+Blu-ray (初回限定盤B) | GRRC-56/57  | GARURU RECORDS               |                                                     | 1位         |
| 34th                 | 2019年9月4日   | いつか、その日が来る日まで…  | CD+DVD (初回限定盤B)     | GRRC-60/61  | GARURU RECORDS               |                                                     | 1位         |
| 34th                 | 2019年9月4日   | いつか、その日が来る日まで…  | CD (通常盤)              | GRRC-53     | GARURU RECORDS               |                                                     | 1位         |

### ライブ・アルバム
|                      | 発売日         | タイトル                              | 規格        | 規格品番     | 発売元                       | 備考                                                | 順位        |
| CBS・ソニー          | CBS・ソニー    | CBS・ソニー                           | CBS・ソニー | CBS・ソニー  | CBS・ソニー                  | CBS・ソニー                                         | CBS・ソニー |
| -------------------- | -------------- | ------------------------------------- | ----------- | ------------ | ---------------------------- | --------------------------------------------------- | ----------- |
| 1st                  | 1976年11月21日 | THE STAR IN HIBIYA                    | LP          | 40AH-119/20  | CBS・ソニー                  |                                                     | 19位        |
| 1st                  | 1990年10月15日 | THE STAR IN HIBIYA                    | CD          | CSCL-1258/9  | CBS・ソニー                  | CD選書                                              |             |
| 1st                  | 2006年11月15日 | THE STAR IN HIBIYA                    | CD          | MHCL-953/4   | Sony Music Direct / GT music | デジタル・リマスタリング / 初回限定紙ジャケット仕様 | 132位       |
| 2nd                  | 1977年11月21日 | スーパーライブ 日本武道館             | LP          | 40AH-384/5   | CBS・ソニー                  |                                                     | -           |
| 2nd                  | 1990年10月15日 | スーパーライブ 日本武道館             | CD          | CSCL-1261/2  | CBS・ソニー                  | CD選書                                              | -           |
| 2nd                  | 2006年11月15日 | スーパーライブ 日本武道館             | CD          | MHCL-956/7   | Sony Music Direct / GT music | デジタル・リマスタリング / 初回限定紙ジャケット仕様 | 120位       |
| 3rd                  | 1978年12月5日  | LIVE 後楽園スタジアム                 | LP          | 40AH-645/6   | CBS・ソニー                  |                                                     | -           |
| 3rd                  | 1990年10月15日 | LIVE 後楽園スタジアム                 | CD          | CSCL-1264/5  | CBS・ソニー                  | CD選書                                              | -           |
| 3rd                  | 2006年11月15日 | LIVE 後楽園スタジアム                 | CD          | MHCL-959/60  | Sony Music Direct / GT music | デジタル・リマスタリング / 初回限定紙ジャケット仕様 | 108位       |
| ワーナー・パイオニア |                |                                       |             |              |                              |                                                     |             |
| 4th                  | 1980年11月28日 | The Rock 6.2.1980 NIPPON BUDOKAN LIVE | LP          | K-6001/2W    | ワーナー・パイオニア         |                                                     |             |
| 4th                  | 1990年10月25日 | The Rock 6.2.1980 NIPPON BUDOKAN LIVE | CD          | WPCL-196/7   | ワーナー・パイオニア         |                                                     |             |
| 5th                  | 1983年3月26日  | 1982 P.M.9 LIVE                       | LP          | K-5503       | ワーナー・パイオニア         |                                                     |             |
| 5th                  | 1990年10月25日 | 1982 P.M.9 LIVE                       | CD          | WPCL-198     | ワーナー・パイオニア         |                                                     |             |
| 東芝EMI / EASTWORLD  |                |                                       |             |              |                              |                                                     |             |
| 6th                  | 1989年2月15日  | STAND UP!!                            | LP          | RT16-5395/7  | 東芝EMI / EASTWORLD          |                                                     | 1位         |
| 6th                  | 1989年2月15日  | STAND UP!!                            | CD          | CT24-5395/6  | 東芝EMI / EASTWORLD          |                                                     | 1位         |
| 7th                  | 1992年9月30日  | LIVE ALBUM Anytime Woman              | CD          | TOCT-6690    | 東芝EMI / EASTWORLD          |                                                     | 3位         |
| 8th                  | 1998年4月22日  | LIVE!YES,E                            | CD          | TOCT-10270   | 東芝EMI / EASTWORLD          |                                                     | 10位        |
| 9th                  | 2000年3月29日  | LIVE DECADE 1990〜1999                | CD          | TOCT-24331/2 | 東芝EMI / EASTWORLD          |                                                     | 15位        |
| 10th                 | 2002年3月30日  | EIKICHI YAZAWA CONCERT TOUR "Z" 2001  | CD          | TOCT-24775/6 | 東芝EMI / EASTWORLD          |                                                     |             |
| 11th                 | 2004年2月25日  | YAZAWA CLASSIC〜VOICE〜               | DVD-Audio   | TOAT-1005    | 東芝EMI / EASTWORLD          |                                                     |             |
| 12th                 | 2004年2月25日  | ONE MAN in BUDOKAN                    | DVD-Audio   | TOAT-1006    | 東芝EMI / EASTWORLD          |                                                     |             |
| GARURU RECORDS       |                |                                       |             |              |                              |                                                     |             |
| 13th                 | 2016年7月27日  | LIVE HISTORY 2000〜2015               | CD          | GRRC-49/50   | GARURU RECORDS               |                                                     | 5位         |
| 13th                 | 2018年3月5日   | LIVE HISTORY 2000〜2015               | CD          | GRRC-51/2    | GARURU RECORDS               | 45位                                                |             |

### ベスト・アルバム
|                                | 発売日         | タイトル                           | 規格                       | 規格品番    | 発売元                           | 備考                                                                                 | 順位        |
| CBS・ソニー                    | CBS・ソニー    | CBS・ソニー                        | CBS・ソニー                | CBS・ソニー | CBS・ソニー                      | CBS・ソニー                                                                          | CBS・ソニー |
| ------------------------------ | -------------- | ---------------------------------- | -------------------------- | ----------- | -------------------------------- | ------------------------------------------------------------------------------------ | ----------- |
| 1st                            | 1980年7月1日   | THE GREAT OF ALL                   | LP                         | 28AH-994    | CBS・ソニー                      |                                                                                      | -           |
| 1st                            | 2001年4月25日  | THE GREAT OF ALL                   | CD                         | SRCL-5064   | Sony Music Entertainment (Japan) |                                                                                      | -           |
| 1st                            | 2006年11月15日 | THE GREAT OF ALL                   | CD                         | MHCL-962    | Sony Music Direct / GT music     | デジタル・リマスタリング / 初回限定紙ジャケット仕様                                  | 116位       |
| 2nd                            | 1980年12月1日  | THE GREAT OF ALL VOL.2             | LP                         | 44AH-1160/1 | CBS・ソニー                      |                                                                                      | -           |
| 2nd                            | 2001年4月25日  | THE GREAT OF ALL VOL.2             | CD                         | SRCL-5065/6 | Sony Music Entertainment (Japan) |                                                                                      | -           |
| 3rd                            | 1983年11月21日 | THE GREAT OF ALL -Special Version- | CD                         | 35DH-55     | CBS・ソニー                      |                                                                                      | -           |
| 3rd                            | 1993年10月1日  | THE GREAT OF ALL -Special Version- | CD                         | SRCL-2718   | Sony Records                     |                                                                                      | -           |
| ワーナー・パイオニア           |                |                                    |                            |             |                                  |                                                                                      | -           |
| 4th                            | 1984年2月15日  | THE BORDER                         | LP                         | K-12510     | ワーナー・パイオニア             |                                                                                      | -           |
| 4th                            | 1984年2月15日  | THE BORDER                         | CD                         | 35XL-36     | ワーナー・パイオニア             |                                                                                      | -           |
| 4th                            | 1985年5月25日  | THE BORDER                         | CD                         | 32XL-76     | ワーナー・パイオニア             |                                                                                      | -           |
| 4th                            | 1990年10月25日 | THE BORDER                         | CD                         | WPCL-204    | ワーナー・パイオニア             |                                                                                      | -           |
| CBS・ソニー                    |                |                                    |                            |             |                                  |                                                                                      |             |
| 5th                            | 1985年11月21日 | 矢沢永吉全集                       | CD                         | 00DH-327/30 | CBS・ソニー                      | CBS・ソニーからリリースされた『CD-BOXシリーズ』シリーズの1つ                         | -           |
| ワーナー・パイオニア           |                |                                    |                            |             |                                  |                                                                                      |             |
| 6th                            | 1988年3月25日  | ROCK'N ROLL                        | GOLD CD                    | 32XL-275    | ワーナー・パイオニア             |                                                                                      | -           |
| 6th                            | 1990年10月25日 | ROCK'N ROLL                        | GOLD CD                    | WPCL-210    | ワーナー・パイオニア             |                                                                                      | -           |
| 7th                            | 1988年3月25日  | BALLAD                             | GOLD CD                    | 32XL-276    | ワーナー・パイオニア             |                                                                                      | -           |
| 7th                            | 1990年10月25日 | BALLAD                             | GOLD CD                    | WPCL-209    | ワーナー・パイオニア             |                                                                                      | -           |
| CBS・ソニー                    |                |                                    |                            |             |                                  |                                                                                      |             |
| 8th                            | 1988年7月21日  | ベスト・コレクション               | CD                         | 15EH-8046   | CBS・ソニー                      | CBS・ソニー20周年企画『My Favorite Songs』シリーズの1つ。8cmCD、5曲入り              | -           |
| 東芝EMI / EASTWORLD            |                |                                    |                            |             |                                  |                                                                                      |             |
| 9th                            | 1990年10月31日 | THE ORIGINAL                       | 2CD                        | TOCT-5850/1 | 東芝EMI / EASTWORLD              |                                                                                      | 4位         |
| 10th                           | 1993年12月8日  | THE ORIGINAL 2                     | CD                         | TOCT-8270   | 東芝EMI / EASTWORLD              |                                                                                      | 4位         |
| Sony Records                   |                |                                    |                            |             |                                  |                                                                                      |             |
| 11th                           | 1997年10月1日  | E.Y 70'S                           | CD (CD-EXTRA)              | SRCL-4838   | Sony Records                     | 70年代 (Sony)、80年代（ワーナー）、90年代（東芝）のベストが3社から同時に発売された。 | 12位        |
| 11th                           | 2003年12月17日 | E.Y 70'S                           | CD                         | MHCL-838    | Sony Music Direct / GT music     |                                                                                      | -           |
| ワーナーミュージック・ジャパン |                |                                    |                            |             |                                  |                                                                                      |             |
| 12th                           | 1997年10月1日  | E.Y 80'S                           | CD (CD-EXTRA)              | WPC6-8383   | ワーナーミュージック・ジャパン   | 70年代 (Sony)、80年代（ワーナー）、90年代（東芝）のベストが3社から同時に発売された。 | 13位        |
| 東芝EMI / EASTWORLD            |                |                                    |                            |             |                                  |                                                                                      |             |
| 13th                           | 1997年10月1日  | E.Y 90'S                           | CD (CD-EXTRA)              | TOCT-9960   | 東芝EMI / EASTWORLD              | 70年代 (Sony)、80年代（ワーナー）、90年代（東芝）のベストが3社から同時に発売された。 | 11位        |
| GARURU RECORDS                 |                |                                    |                            |             |                                  |                                                                                      |             |
| 14th                           | 2013年5月15日  | ALL TIME BEST ALBUM                | 3CD+DVD （初回限定盤）     | GRRC-39/42  | GARURU RECORDS                   | 自身監修によるレーベルの垣根を越えた、初のオール・タイム・ベスト                     | 1位         |
| 14th                           | 2013年5月15日  | ALL TIME BEST ALBUM                | 3CD（通常盤）              | GRRC-43/5   | GARURU RECORDS                   | 自身監修によるレーベルの垣根を越えた、初のオール・タイム・ベスト                     | 1位         |
| 15th                           | 2015年7月1日   | ALL TIME BEST ALBUM II             | 3CD                        | GRRC-46/8   | GARURU RECORDS                   | 自身監修によるレーベルの垣根を越えた、初のオール・タイム・ベスト                     | 2位         |
| 16th                           | 2020年10月21日 | STANDARD 〜THE BALLAD BEST〜       | 3CD+Blu-ray（初回限定盤A） | GRRC-73/6   | GARURU RECORDS                   | 自身監修によるレーベルの垣根を越えた、オールタイム・バラード・ベスト                 | 2位         |
| 16th                           | 2020年10月21日 | STANDARD 〜THE BALLAD BEST〜       | 3CD+DVD （初回限定盤A）    | GRRC-81/4   | GARURU RECORDS                   | 自身監修によるレーベルの垣根を越えた、オールタイム・バラード・ベスト                 | 2位         |
| 16th                           | 2020年10月21日 | STANDARD 〜THE BALLAD BEST〜       | 3CD+Blu-ray（初回限定盤B） | GRRC-77/80  | GARURU RECORDS                   | 自身監修によるレーベルの垣根を越えた、オールタイム・バラード・ベスト                 | 2位         |
| 16th                           | 2020年10月21日 | STANDARD 〜THE BALLAD BEST〜       | 3CD+DVD （初回限定盤B）    | GRRC-85/8   | GARURU RECORDS                   | 自身監修によるレーベルの垣根を越えた、オールタイム・バラード・ベスト                 | 2位         |
| 16th                           | 2020年10月21日 | STANDARD 〜THE BALLAD BEST〜       | 3CD（通常盤）              | GRRC-70/2   | GARURU RECORDS                   | 自身監修によるレーベルの垣根を越えた、オールタイム・バラード・ベスト                 | 2位         |
| 16th                           | 2020年10月21日 | STANDARD 〜THE BALLAD BEST〜       | 5LP （数量限定盤）         | GRRR-01/5   | GARURU RECORDS                   | 自身監修によるレーベルの垣根を越えた、オールタイム・バラード・ベスト                 | 2位         |

### その他アルバム
|                      | 発売日               | タイトル              | 規格                 | 規格品番             | 発売元               | 備考                                  | 順位                 |
| ワーナー・パイオニア | ワーナー・パイオニア | ワーナー・パイオニア  | ワーナー・パイオニア | ワーナー・パイオニア | ワーナー・パイオニア | ワーナー・パイオニア                  | ワーナー・パイオニア |
| -------------------- | -------------------- | --------------------- | -------------------- | -------------------- | -------------------- | ------------------------------------- | -------------------- |
| 1st                  | 1985年11月28日       | TEN YEARS AGO         | LP                   | K-12520              | ワーナー・パイオニア | キャロル時代の楽曲のセルフカバー      | -                    |
| 1st                  | 1985年11月28日       | TEN YEARS AGO         | CD                   | 32XL-118             | ワーナー・パイオニア | キャロル時代の楽曲のセルフカバー      | -                    |
| 1st                  | 1990年10月25日       | TEN YEARS AGO         | CD                   | WPCL-207             | ワーナー・パイオニア | キャロル時代の楽曲のセルフカバー      | -                    |
| 東芝EMI / EASTWORLD  |                      |                       |                      |                      |                      |                                       |                      |
| 2nd                  | 1998年9月8日         | SUBWAY EXPRESS        | CD                   | TOCT-10420           | 東芝EMI / EASTWORLD  | セルフカバー                          | 3位                  |
| 3rd                  | 2002年9月4日         | SUBWAY EXPRESS 2      | CD                   | TOCT-24840           | 東芝EMI / EASTWORLD  | セルフカバー                          | 9位                  |
| 4th                  | 2006年5月17日        | YOUR SONGS 1          | CD                   | TOCT-26003           | 東芝EMI / EASTWORLD  | リミックスベスト                      | 5位                  |
| 4th                  | 2010年11月20日       | YOUR SONGS 1          | CD                   | GRRC-1               | GARURU RECORDS       | 紙ジャケット仕様                      | -                    |
| 5th                  | 2006年5月17日        | YOUR SONGS 2          | CD                   | TOCT-26004           | 東芝EMI / EASTWORLD  | リミックスベスト                      | 6位                  |
| 5th                  | 2010年11月20日       | YOUR SONGS 2          | CD                   | GRRC-2               | GARURU RECORDS       | 紙ジャケット仕様                      | -                    |
| 6th                  | 2006年5月17日        | YOUR SONGS 3          | CD                   | TOCT-26005           | 東芝EMI / EASTWORLD  | リミックスベスト                      | 7位                  |
| 6th                  | 2010年11月20日       | YOUR SONGS 3          | CD                   | GRRC-3               | GARURU RECORDS       | 紙ジャケット仕様                      | -                    |
| 7th                  | 2007年9月26日        | YOUR SONGS 4          | CD                   | TOCT-26343           | 東芝EMI / EASTWORLD  | リミックスベスト                      | 20位                 |
| 7th                  | 2010年11月20日       | YOUR SONGS 4          | CD                   | GRRC-4               | GARURU RECORDS       | 紙ジャケット仕様                      | -                    |
| 8th                  | 2007年9月26日        | YOUR SONGS 5          | CD                   | TOCT-26344           | 東芝EMI / EASTWORLD  | リミックスベスト                      | 22位                 |
| 8th                  | 2010年11月20日       | YOUR SONGS 5          | CD                   | GRRC-5               | GARURU RECORDS       | 紙ジャケット仕様                      | -                    |
| 9th                  | 2007年9月26日        | YOUR SONGS 6          | CD                   | TOCT-26345           | 東芝EMI / EASTWORLD  | リミックスベスト                      | 16位                 |
| 9th                  | 2010年11月20日       | YOUR SONGS 6          | CD                   | GRRC-6               | GARURU RECORDS       | 紙ジャケット仕様                      | -                    |
| GARURU RECORDS       |                      |                       |                      |                      |                      |                                       |                      |
| 10th                 | 2011年7月6日         | ONLY ONE 〜touch up〜 | CD                   | GRRC-37              | GARURU RECORDS       | リミックス                            | 10位                 |
| 11th                 | 2022年8月1日         | アルバム未収録集      | 配信                 | 配信のみ             | GARURU RECORDS       | アルバム未収録楽曲を1つにまとめたもの | ー                   |

### 映像ソフト
| 発売日         | タイトル                                                                | レーベル                   | 規格        | 規格品番   | 備考                                     |
| -------------- | ----------------------------------------------------------------------- | -------------------------- | ----------- | ---------- | ---------------------------------------- |
| 1983年6月25日  | RUN&RUN                                                                 | 松竹                       | VHS         | NV-1802    |                                          |
| 1983年6月25日  | RUN&RUN                                                                 | パイオニア                 | LD          | FH003-25F  |                                          |
| 1996年12月21日 | RUN&RUN                                                                 | 松竹                       | VHS         | KF-0071    |                                          |
| 2006年8月4日   | RUN&RUN                                                                 | 松竹                       | DVD         | DC-0019    |                                          |
| 2006年8月4日   | RUN&RUN                                                                 | 松竹                       | DVD         | DC-9019    | レンタル専用                             |
| 1983年7月10日  | MILES AND MILES                                                         | ワーナー・パイオニア       | VHS         | 10PV-1     |                                          |
| 1983年7月10日  | MILES AND MILES                                                         | ワーナー・パイオニア       | LD          | 07LP-28    |                                          |
| 1984年9月25日  | 矢沢永吉ヒストリー                                                      | CBSソニー                  | VHS         | 15PV-23    |                                          |
| 1984年9月25日  | 矢沢永吉ヒストリー                                                      | CBSソニー                  | LD          | 96LM-24    |                                          |
| 1995年2月22日  | 矢沢永吉ヒストリー                                                      | 東芝EMI                    | VHS         | TOVH-1255  |                                          |
| 1995年3月24日  | 矢沢永吉ヒストリー                                                      | Sony Records               | LD          | SRLM-453   |                                          |
| 1986年9月25日  | 東京ナイト                                                              | ワーナー・パイオニア       | VHS         | 09PV-62    |                                          |
| 1986年9月25日  | 東京ナイト                                                              | ワーナー・パイオニア       | LD          | 08PL-21    |                                          |
| 1987年10月25日 | 矢沢永吉ヒストリー2                                                     | ワーナー・パイオニア       | VHS         | 13PL-68    |                                          |
| 1987年10月25日 | 矢沢永吉ヒストリー2                                                     | ワーナー・パイオニア       | LD          | 10PL-27    |                                          |
| 1995年2月22日  | 矢沢永吉ヒストリー2                                                     | 東芝EMI                    | VHS         | TOVH-1256  |                                          |
| 1995年2月22日  | 矢沢永吉ヒストリー2                                                     | 東芝EMI                    | LD          | TOLF-1256  |                                          |
| 1988年4月1日   | E' LIVE 1984                                                            | YAZAWA CLUB                | VHS         | 12YX-01    | ファンクラブ限定                         |
| 1997年4月1日   | E' LIVE 1984                                                            | YAZAWA CLUB                | VHS         | 12YV-01    | ファンクラブ限定                         |
| 1990年4月25日  | STAND UP '89 ARENA                                                      | 東芝EMI                    | VHS         | TOVH-1053  |                                          |
| 1990年4月25日  | STAND UP '89 ARENA                                                      | 東芝EMI                    | LD          | TOLF-1053  |                                          |
| 1990年4月25日  | STAND UP '89 DOME                                                       | 東芝EMI                    | VHS         | TOVH-1054  |                                          |
| 1990年4月25日  | STAND UP '89 DOME                                                       | 東芝EMI                    | LD          | TOLF-1054  |                                          |
| 1991年4月26日  | ROCK'N ROLL ARMY '90 BUDOKAN                                            | 東芝EMI                    | VHS         | TOVH-1118  |                                          |
| 1991年4月26日  | ROCK'N ROLL ARMY '90 BUDOKAN                                            | 東芝EMI                    | LD          | TOLF-1118  |                                          |
| 1992年2月26日  | 1991 BIG BEAT STADIUM                                                   | 東芝EMI                    | VHS         | TOVH-1138  |                                          |
| 1992年2月26日  | 1991 BIG BEAT STADIUM                                                   | 東芝EMI                    | LD          | TOLF-1138  |                                          |
| 1992年2月26日  | 1991 BIG BEAT BUDOKAN                                                   | 東芝EMI                    | VHS         | TOVH-1139  |                                          |
| 1992年2月26日  | 1991 BIG BEAT BUDOKAN                                                   | 東芝EMI                    | LD          | TOLF-1139  |                                          |
| 1992年10月14日 | Anytime Woman EIKICHI YAZAWA CONCERT TOUR 1992                          | 東芝EMI                    | VHS         | TOVH-1150  |                                          |
| 1992年10月14日 | Anytime Woman EIKICHI YAZAWA CONCERT TOUR 1992                          | 東芝EMI                    | LD          | TOLF-1150  |                                          |
| 2007年6月27日  | Anytime Woman EIKICHI YAZAWA CONCERT TOUR 1992                          | YAZAWA CLUB                | DVD         | YCB-09     |                                          |
| 1992年10月14日 | Anytime Woman                                                           | 東芝EMI                    | VHS         | TOVH-1150  |                                          |
| 1992年10月14日 | Anytime Woman                                                           | 東芝EMI                    | LD          | TOLF-1150  |                                          |
| 1992年10月14日 | LIVE VIDEO Anytime Woman                                                | 東芝EMI                    | VHS         | TOVH-1150  |                                          |
| 1992年10月14日 | LIVE VIDEO Anytime Woman                                                | 東芝EMI                    | LD          | TOLF-1150  |                                          |
| 1993年9月14日  | VIDEO CLIPS                                                             | 東芝EMI                    | VHS         | TOVH-1241  |                                          |
| 1993年9月14日  | VIDEO CLIPS                                                             | 東芝EMI                    | LD          | TOLF-1241  |                                          |
| 1994年         | Come On ! EIKICHI YAZAWA CONCERT TOUR 1993                              | YAZAWA CLUB                | VHS         | TOVH-1257  | ファンクラブ限定                         |
| 1994年         | Come On ! EIKICHI YAZAWA CONCERT TOUR 1993                              | YAZAWA CLUB                | LD          | TOLF-1257  | ファンクラブ限定                         |
| 1995年2月22日  | The name is YAZAWA                                                      | 東芝EMI                    | VHS         | TOVH-1257  |                                          |
| 1995年2月22日  | The name is YAZAWA                                                      | 東芝EMI                    | LD          | TOLF-1257  |                                          |
| 1995年2月22日  | The name is YAZAWA Concert Tour 1994                                    | 東芝EMI                    | VHS         | TOVH-1257  |                                          |
| 1995年2月22日  | The name is YAZAWA Concert Tour 1994                                    | 東芝EMI                    | LD          | TOLF-1257  |                                          |
| 1996年4月6日   | JUST TONIGHT EIKICHI YAZAWA CONCERT TOUR 1995                           | YAZAWA CLUB                | VHS         | YCV-03     | ファンクラブ限定                         |
| 1996年7月3日   | OPEN RECORDING GIG                                                      | 東芝EMI                    | VHS         | TOVH-1270  |                                          |
| 1996年7月3日   | OPEN RECORDING GIG                                                      | 東芝EMI                    | LD          | TOLF-1270  |                                          |
| 1996年11月16日 | OPEN RECORDING GIG                                                      | 東芝EMI                    | DVD         | TOBF-5001  |                                          |
| 2017年3月8日   | OPEN RECORDING GIG                                                      | ユニバーサル・ミュージック | DVD         | UPBY-9047  |                                          |
| 1998年7月1日   | WILD HEART EIKICHI YAZAWA CONCERT TOUR 1996                             | YAZAWA CLUB                | VHS         | YCV-04     | ファンクラブ限定                         |
| 1998年7月1日   | YES, E EIKICHI YAZAWA CONCERT TOUR 1997                                 | YAZAWA CLUB                | VHS         | YCV-05     | ファンクラブ限定                         |
| 1999年6月23日  | SUBWAY EXPRESS LIVE IN HOUSE                                            | 東芝EMI                    | VHS         | TOVH-1401  |                                          |
| 1999年6月23日  | SUBWAY EXPRESS LIVE IN HOUSE                                            | 東芝EMI                    | LD          | TOLF-1308  |                                          |
| 1999年6月23日  | SUBWAY EXPRESS LIVE IN HOUSE                                            | 東芝EMI                    | DVD         | TOBF-5009  |                                          |
| 1999年6月23日  | EIKICHI YAZAWA CONCERT TOUR 1998 SUBWAY EXPRESS LIVE IN BUDOKAN         | 東芝EMI                    | VHS         | TOVH-1402  |                                          |
| 1999年6月23日  | EIKICHI YAZAWA CONCERT TOUR 1998 SUBWAY EXPRESS LIVE IN BUDOKAN         | 東芝EMI                    | LD          | TOLF-1309  |                                          |
| 1999年6月23日  | EIKICHI YAZAWA CONCERT TOUR 1998 SUBWAY EXPRESS LIVE IN BUDOKAN         | 東芝EMI                    | DVD         | TOBF-5010  |                                          |
| 2000年12月13日 | TONIGHT THE NIGHT!〜ありがとうが爆発する夜〜                            | 東芝EMI                    | DVD         | TOBH-1036  |                                          |
| 2001年10月24日 | THE FILMS VIDEO CLIPS 1982-2001                                         | 東芝EMI                    | DVD         | TOBF-5094  |                                          |
| 2017年3月8日   | THE FILMS VIDEO CLIPS 1982-2001                                         | ユニバーサル・ミュージック | DVD         | UPBY-9050  |                                          |
| 2001年11月21日 | THE STAR IN HIBIYA                                                      | 東芝EMI                    | DVD         | SSBX-2008  |                                          |
| 2002年3月29日  | EIKICHI YAZAWA CONCERT TOUR“Z”2001                                      | 東芝EMI                    | DVD         | TOBH-1040  |                                          |
| 2003年6月27日  | YAZAWA CLASSIC -VOICE- EIKICHI YAZAWA Acoustic Tour 2002                | 東芝EMI                    | DVD         | TOBF-5223  |                                          |
| 2017年3月8日   | YAZAWA CLASSIC -VOICE- EIKICHI YAZAWA Acoustic Tour 2002                | ユニバーサル・ミュージック | DVD         | UPBY-9051  |                                          |
| 2003年8月27日  | ONE MAN in BUDOKAN Eikichi Yazawa 02.12.16                              | 東芝EMI                    | DVD         | TOBF-5230  |                                          |
| 2003年8月27日  | ONE MAN in BUDOKAN EIKICHI YAZAWA CONCERT TOUR 2002                     | 東芝EMI                    | DVD         | TOBF-5230  |                                          |
| 2017年3月8日   | ONE MAN in BUDOKAN EIKICHI YAZAWA CONCERT TOUR 2002                     | ユニバーサル・ミュージック | DVD         | UPBY-9053  |                                          |
| 2004年6月9日   | Rock Opera Eikichi Yazawa                                               | 東芝EMI                    | DVD         | TOBF-5217  |                                          |
| 2017年3月8日   | Rock Opera Eikichi Yazawa                                               | ユニバーサル・ミュージック | DVD         | UPBY-9055  |                                          |
| 2007年12月05日 | 雨に眠れ-SLEEP IN THE RAIN-                                             | CCRE                       | DVD         | CCRE-8805  | TSUTAYAオンライン限定                    |
| 2004年12月1日  | ROCK 'N' ROLL KNIGHT2                                                   | YAZAWA CLUB                | DVD         | YCB-1      | ファンクラブ限定                         |
| 2005年5月25日  | FIFTY FIVE WAY                                                          | 東芝EMI                    | DVD         | TOBF-5391  | 限定版                                   |
| 2005年5月25日  | FIFTY FIVE WAY                                                          | 東芝EMI                    | DVD         | TOBF-5393  | 通常版                                   |
| 2017年3月8日   | FIFTY FIVE WAY                                                          | ユニバーサル・ミュージック | DVD         | UPBY-9057  |                                          |
| 2005年8月24日  | YAZAWA CLASSIC II                                                       | 東芝EMI                    | DVD         | TOBF-5402  |                                          |
| 2017年3月8日   | YAZAWA CLASSIC II                                                       | ユニバーサル・ミュージック | DVD         | UPBY-9059  |                                          |
| 2005年8月24日  | FIFTY FIVE WAY in BUDOKAN                                               | 東芝EMI                    | DVD         | TOBF-5404  |                                          |
| 2017年3月8日   | FIFTY FIVE WAY in BUDOKAN                                               | ユニバーサル・ミュージック | DVD         | UPBY-9061  |                                          |
| 2000年7月21日  | お受験                                                                  | 松竹ビデオ                 | VHS         | SB-0872    |                                          |
| 2007年1月27日  | お受験                                                                  | 松竹ビデオ                 | DVD         | DB-0038    |                                          |
| 2009年3月17日  | お受験                                                                  | 松竹ビデオ                 | DVD         | DB-2038    |                                          |
| 2011年12月21日 | お受験                                                                  | 松竹ビデオ                 | DVD         | DB-5038    |                                          |
| 2007年4月25日  | Rock Opera2 NEW STANDARD                                                | 東芝EMI                    | DVD         | TOBF-5527  |                                          |
| 2017年3月8日   | Rock Opera2 NEW STANDARD                                                | ユニバーサル・ミュージック | DVD         | UPBY-9063  |                                          |
| 2007年6月27日  | THE LIVE EIKICHI YAZAWA DVD BOX                                         | YAZAWA CLUB                | DVD         | YCB-2      |                                          |
| 2008年4月23日  | THE REAL                                                                | GARURU RECORDS             | Blu-ray     | GARU-01    |                                          |
| 2008年4月23日  | THE REAL                                                                | GARURU RECORDS             | DVD         | GARU-02-03 |                                          |
| 2009年1月30日  | SPECIAL X'mas LIVE                                                      | GARURU RECORDS             | DVD         | GRRD-1     | ファンクラブ限定                         |
| 2009年12月9日  | ROCK'N'ROLL IN TOKYO DOME                                               | GARURU RECORDS             | DVD         | GRRD-2     |                                          |
| 2010年7月21日  | E.YAZAWA ROCK                                                           | 東映ビデオ                 | DVD         | DSZD-08026 |                                          |
| 2010年7月21日  | E.YAZAWA ROCK                                                           | 東映ビデオ                 | DVD         | DSZD-08027 | プレミアムエディション＜初回生産限定版＞ |
| 2010年7月21日  | E.YAZAWA ROCK                                                           | 東映ビデオ                 | Blu-ray     | BSZD-08026 |                                          |
| 2010年7月21日  | E.YAZAWA ROCK                                                           | 東映ビデオ                 | Blu-ray+DVD | BSZD-08027 |                                          |
| 2011年4月13日  | THE LIVE HOUSE ROOTS in Zepp Tokyo 2005                                 | GARURU RECORDS             | DVD         | GRRD-5     |                                          |
| 2011年4月13日  | New Standard 〜Blue Note Style〜 2006                                   | GARURU RECORDS             | DVD         | GRRD-6     |                                          |
| 2011年8月17日  | ONLY ONE〜touch up〜 SPECIAL LIVE in DIAMOND MOON                       | GARURU RECORDS             | DVD         | GRRD-7     |                                          |
| 2012年11月7日  | EIKICHI YAZAWA 40th ANNIVERSARY LIVE『BLUE SKY』                        | GARURU RECORDS             | DVD         | GRRD-8     |                                          |
| 2014年5月7日   | It's Only YAZAWA 1988 in Tokyo DOME                                     | GARURU RECORDS             | DVD         | GRRD-10    |                                          |
| 2014年5月7日   | JUST TONIGHT 1995 in YOKOHAMA STUDIUM                                   | GARURU RECORDS             | DVD         | GRRD-12    |                                          |
| 2014年5月7日   | STILL ROCKIN' 〜走り抜けて…〜2011 in BUDOKAN                            | GARURU RECORDS             | DVD         | GRRD-14    |                                          |
| 2014年5月7日   | JAMMIN' ALL NIGHT 2012 in BUDOKAN                                       | GARURU RECORDS             | DVD         | GRRD-16    |                                          |
| 2014年5月7日   | TREASURE BOX                                                            | GARURU RECORDS             | DVD         | GRRD-19BOX |                                          |
| 2015年12月2日  | ROCK IN DOME                                                            | GARURU RECORDS             | DVD         | GRRD-20    |                                          |
| 2015年12月2日  | ROCK IN DOME                                                            | GARURU RECORDS             | Blu-ray     | GRRB-01    |                                          |
| 2017年3月8日   | EIKICHI YAZAWA CONCERT TOUR 1998 SUBWAY EXPRESS LIVE IN HOUSE           | ユニバーサル・ミュージック | DVD         | UPBY-9048  |                                          |
| 2017年3月8日   | EIKICHI YAZAWA CONCERT TOUR 1998 SUBWAY EXPRESS LIVE IN BUDOKAN         | ユニバーサル・ミュージック | DVD         | UPBY-9049  |                                          |
| 2017年9月6日   | BUTCH!! 2016 IN OSAKA-JO HALL                                           | GARURU RECORDS             | DVD         | GRRD-22    |                                          |
| 2017年9月6日   | BUTCH!! 2016 IN OSAKA-JO HALL                                           | GARURU RECORDS             | Blu-ray     | GRRB-02    |                                          |
| 2017年9月6日   | EIKICHI YAZAWA SPECIAL NIGHT 2016「Dreamer」IN GRAND HYATT TOKYO        | GARURU RECORDS             | DVD         | GRRD-24    |                                          |
| 2017年9月6日   | EIKICHI YAZAWA SPECIAL NIGHT 2016「Dreamer」IN GRAND HYATT TOKYO        | GARURU RECORDS             | Blu-ray     | GRRB-03    |                                          |
| 2018年12月26日 | EIKICHI YAZAWA 69TH ANNIVERSARY TOUR 2018「STAY ROCK」                  | GARURU RECORDS             | DVD         | GRRD-26    |                                          |
| 2018年12月26日 | EIKICHI YAZAWA 69TH ANNIVERSARY TOUR 2018「STAY ROCK」                  | GARURU RECORDS             | Blu-ray     | GRRB-05    |                                          |
| 2021年5月5日   | LOTTA GOOD TIME 1999                                                    | GARURU RECORDS             | DVD         | GRRD-30    |                                          |
| 2021年5月5日   | LOTTA GOOD TIME 1999                                                    | GARURU RECORDS             | Blu-ray     | GRRB-07    |                                          |
| 2021年5月5日   | TRAVELING BUS 2017                                                      | GARURU RECORDS             | DVD         | GRRD-31    |                                          |
| 2021年5月5日   | TRAVELING BUS 2017                                                      | GARURU RECORDS             | Blu-ray     | GRRB-08    |                                          |
| 2021年5月5日   | ROCK MUST GO ON 2019                                                    | GARURU RECORDS             | DVD         | GRRD-32    |                                          |
| 2021年5月5日   | ROCK MUST GO ON 2019                                                    | GARURU RECORDS             | Blu-ray     | GRRB-09    |                                          |
| 2021年5月5日   | 3 BODY'S NIGHT                                                          | GARURU RECORDS             | DVD         | GRRD-20BOX |                                          |
| 2021年5月5日   | 3 BODY'S NIGHT                                                          | GARURU RECORDS             | Blu-ray     | GRRB-01BOX |                                          |
| 2022年6月8日   | ALL TIME BEST LIVE                                                      | GARURU RECORDS             | DVD         | GRRD-33    |                                          |
| 2022年6月8日   | ALL TIME BEST LIVE                                                      | GARURU RECORDS             | Blu-ray     | GRRB-10    |                                          |
| 2022年12月21日 | EIKICHI YAZAWA 50th ANNIVERSARY LIVE "MY WAY" IN JAPAN NATIONAL STADIUM | GARURU RECORDS             | DVD         | GRRD-37    |                                          |
| 2022年12月21日 | EIKICHI YAZAWA 50th ANNIVERSARY LIVE "MY WAY" IN JAPAN NATIONAL STADIUM | GARURU RECORDS             | Blu-ray     | GRRB-14    |                                          |
| 2024年3月13日  | 〜Welcome to Rock’n’Roll〜 EIKICHI YAZAWA 150times in Budokan           | GARURU RECORDS             | DVD         | GRRD-39    |                                          |
| 2024年3月13日  | 〜Welcome to Rock’n’Roll〜 EIKICHI YAZAWA 150times in Budokan           | GARURU RECORDS             | Blu-ray     | GRRB-15    |                                          |

### 校歌
- Nishiyamato Academy of California School Song「今日をありがとう」

### タイアップ一覧
| 楽曲                                      | タイアップ                                                        | 収録作品                                              |
| ----------------------------------------- | ----------------------------------------------------------------- | ----------------------------------------------------- |
| トラベリン・バス                          | SONY ラジカセ『リズムカプセル9000』CMソング                       | アルバム『A Day』                                     |
| 時間よ止まれ                              | 資生堂『アクエア』CMソング                                        | シングル「時間よ止まれ」                              |
| 時間よ止まれ                              | 資生堂「美への挑戦」編 CMソング                                   | シングル「時間よ止まれ」                              |
| I say Good-bye, So Good-bye               | アルパイン'79“アルパイン・カーオーディオセンサー<SK-800>”CMソング | シングル「I say Good-bye, So Good-bye」               |
| THIS IS A SONG FOR COCA-COLA              | コカ・コーラ CMソング                                             | シングル「THIS IS A SONG FOR COCA-COLA」              |
| RUN & RUN                                 | 富士映画配給『RUN&RUN』主題歌                                     | シングル「THIS IS A SONG FOR COCA-COLA」              |
| 抱かれたい、もう一度 -LOVE THAT WAS LOST- | マクセル・カセットテープ CMソング                                 | シングル「抱かれたい、もう一度 -LOVE THAT WAS LOST-」 |
| You                                       | TBS系ドラマ『はじめまして再婚』主題歌                             | シングル「You/Shampoo」                               |
| Shampoo                                   | 三菱『ギャランΣ』CMソング                                         | シングル「You/Shampoo」                               |
| YES MY LOVE                               | '82 コカ・コーラ CMイメージ・ソング                               | シングル「YES MY LOVE」                               |
| LAHAINA                                   | 資生堂キャンペーン・ソング                                        | シングル「LAHAINA」                                   |
| ROCKIN' MY HEART                          | パイオニア・シェルフコンポーネント・プライベート CMソング         | シングル「ROCKIN' MY HEART」                          |
| Last Christmas Eve                        | Johnnie Walker Red Label CMソング                                 | シングル「Last Christmas Eve」                        |
| THE BORDER                                | Johnnie Walker Red Label CMソング                                 | シングル「THE BORDER」                                |
| TAKE IT TIME                              | ホンダ『eve PAX』CMソング                                         | シングル「TAKE IT TIME」                              |
| 苦い雨                                    | 宝酒造『バービカン』CMソング                                      | アルバム『YOKOHAMA二十才まえ』                        |
| BELIEVE IN ME                             | 宝酒造『バービカン』CMソング                                      | シングル「BELIEVE IN ME」                             |
| 止まらないHa〜Ha                          | 第一興商『LIVE DAM HD』CMソング                                   | アルバム『東京ナイト』                                |
| 止まらないHa〜Ha                          | フジテレビ系『IPPONグランプリ』テーマソング                       | アルバム『東京ナイト』                                |
| 共犯者                                    | 銀座ジュエリーマキ・カメリアダイアモンド CMソング                 | シングル「共犯者」                                    |
| ニューグランドホテル                      | 銀座ジュエリーマキ・カメリアダイアモンド CMソング                 | シングル「ニューグランドホテル」                      |
| くちづけが止まらない                      | 銀座ジュエリーマキ・カメリアダイアモンド CMソング                 | シングル「くちづけが止まらない」                      |
| SOMEBODY'S NIGHT                          | AXIAビデオテープ CMソング                                         | シングル「SOMEBODY'S NIGHT」                          |
| FLESH AND BLOOD                           | AXIAオーディオテープGT-X CMソング                                 | アルバム『情事』                                      |
| FLESH AND BLOOD                           | AXIAオーディオテープGT-X CMソング                                 | シングル「バラードよ永遠に」                          |
| 愛しい風                                  | 東宝東和提供『子熊物語』メッセージソング                          | シングル「愛しい風」                                  |
| バラードよ永遠に                          | AXIAオーディオテープPS-X CMソング                                 | シングル「バラードよ永遠に」                          |
| PURE GOLD                                 | TBS系ドラマ『ホットドッグ』主題歌                                 | シングル「PURE GOLD」                                 |
| I LOVE YOU, OK -1990 Version-             | AXIAビデオテープ CMソング                                         | シングル「PURE GOLD」                                 |
| GET UP                                    | AXIAビデオテープ CMソング                                         | アルバム『永吉』                                      |
| 夢の彼方                                  | アサヒ生ビール"Z" CMソング                                        | シングル「夢の彼方」                                  |
| ラスト･シーン                             | 日本テレビ系ドラマ『刑事貴族2』エンディングテーマ                 | シングル「ラスト・シーン」                            |
| BIG BEAT                                  | TBS系『世界・ふしぎ発見!』エンディングテーマ                      | シングル「BIG BEAT」                                  |
| 東京                                      | 日本テレビ系ドラマ『はだかの刑事』主題歌                          | シングル「東京」                                      |
| 心花よ                                    | サントリーBOSS CMソング                                           | シングル「東京」                                      |
| 黄昏に捨てて                              | サントリーBOSS CMソング                                           | シングル「黄昏に捨てて」                              |
| Midnight Jungle                           | NHKBS2 衛星アニメ劇場『おまかせスクラッパーズ』オープニングテーマ | アルバム『the Name Is...』                            |
| ミス・ロンリー・ハート                    | NHKBS2 衛星アニメ劇場『おまかせスクラッパーズ』エンディングテーマ | アルバム『the Name Is...』                            |
| アリよさらば                              | TBS系ドラマ『アリよさらば』オープニングテーマ                     | シングル「アリよさらば」                              |
| アリよさらば                              | ブリヂストン『GRID II』CMソング                                   | シングル「アリよさらば」                              |
| SEA BREEZE                                | シーブリーズ'94 イメージソング                                    | シングル「アリよさらば」                              |
| いつの日か                                | TBS系ドラマ『アリよさらば』エンディングテーマ                     | シングル「いつの日か」                                |
| 夏の終り                                  | サントリーBOSS CMソング                                           | シングル「夏の終り」                                  |
| 夏の終り                                  | マンダム『ルシード』CMソング                                      | シングル「夏の終り」                                  |
| 青空                                      | サントリーBOSS CMソング                                           | シングル「青空」                                      |
| THE TROUBLE MAN                           | PlayStation用ゲームソフト『ヴァンパイア』オープニングテーマ       | シングル「青空」                                      |
| THE TROUBLE MAN                           | PlayStation用ゲームソフト『ヴァンパイア』CMソング                 | シングル「青空」                                      |
| THE RAIN                                  | PlayStation用ゲームソフト『ヴァンパイア』エンディングテーマ       | シングル、アルバム共に未収録                          |
| MARIA                                     | サントリーBOSS CMソング                                           | シングル「MARIA」                                     |
| 終わりじゃないぜ                          | サントリーBOSS 1995 CMソング                                      | シングル「MARIA」                                     |
| Love is you                               | 映画『ドラえもん のび太のねじ巻き都市冒険記』主題歌               | アルバム『E.Y 90'S』                                  |
| Love is you                               | テレビ東京系『愛の貧乏脱出大作戦』エンディングテーマ              | アルバム『E.Y 90'S』                                  |
| もうひとりの俺                            | サントリーBOSS CMソング                                           | シングル「もうひとりの俺」                            |
| もうひとりの俺                            | TBC CMソング                                                      | シングル「もうひとりの俺」                            |
| Stll                                      | 資生堂『ピエヌ』CMソング                                          | シングル「Stll」                                      |
| しなやかな獣たち                          | 日産『ラルゴ ハイウェイスターツーリング』CMソング                 | アルバム『YES』                                       |
| あの日のように                            | TBS系東芝日曜劇場『ベストパートナー』主題歌                       | シングル「あの日のように」                            |
| だから、抱いてくれ                        | サントリーBOSS CMソング                                           | シングル「あの日のように」                            |
| I have no reason                          | 映画『お受験 OJUKEN』主題歌                                       | シングル「Oh!ラヴシック」                             |
| フォーチュン・テイラー                    | TBS系月曜ドラマスペシャル『雨に眠れ』主題歌                       | アルバム『LOTTA GOOD TIME』                           |
| THE TRUTH                                 | ファミリーマート CMソング                                         | シングル「THE TRUTH」                                 |
| 背中ごしのI LOVE YOU                      | サントリー『角瓶』CMソング                                        | アルバム『YOU,TOO COOL』                              |
| ワン・ナイト・ショー                      | 三菱ふそう『キャンター』CMソング                                  | アルバム『SUBWAY EXPRESS 2』                          |
| ロックンロールドラッグ                    | ユニクロ CMソング                                                 | アルバム『横顔』                                      |
| ONLY ONE                                  | TBC CMソング                                                      | シングル「ONLY ONE」                                  |
| Loser                                     | PS3用ゲームソフト『龍が如く3』メインテーマ                        | シングル「Loser」                                     |
| コバルトの空                              | ロッテ『キシリトールガム』CMソング                                | シングル「コバルトの空」                              |
| Sweet Rock'n'Roll                         | ロッテ『キシリトールガム』CMソング                                | アルバム『ROCK'N'ROLL』                               |
| あの日、アイツに                          | 第一興商『MTV DAM』CMソング                                       | アルバム『ROCK'N'ROLL』                               |
| サイコーな Rock You!                      | ロッテ『キシリトールガム』CMソング                                | アルバム『TWIST』                                     |
| Shake Me                                  | 日本郵便『ゆうパック』CMソング                                    | アルバム『TWIST』                                     |
| 闇を抜けて                                | AXN『フラッシュフォワード』イメージソング                         | アルバム『TWIST』                                     |
| ワニ革のスーツ                            | 第一興商『LIVE DAM』CMソング                                      | アルバム『TWIST』                                     |
| HEY YOU…                                  | トヨタ『アルファード』CMソング                                    | アルバム『TWIST』                                     |
| IT'S UP TO YOU!                           | 第一興商『LIVE DAM』CMソング                                      | アルバム『Last Song』                                 |
| 翼を広げて                                | 映画『デンジャラス・ラン』日本版イメージソング                    | アルバム『Last Song』                                 |
| JAMMIN' ALL NIGHT                         | ヨコハマタイヤ『アイスガードファイブ』CMソング                    | アルバム『Last Song』                                 |

## 書籍

### その他の著書
- 矢沢永吉『ドアを開けろ: 矢沢永吉』サンライズマッキー、1977年。

### その他
- 楽譜
  - 『矢沢永吉: LP「E」まで ギター弾き語り』協楽社〈ソング・ブック〉、1984年。ISBN 4-7635-0775-3。
  - 『矢沢永吉: 最新LP「キス・ミー・プリーズ」まで全曲集 ギター弾き語り』〈ソング・ブック〉1979年。
  - D-STYLE 編『矢沢永吉 B1』D-STYLE、2018年。ASIN B07FSN79SY。
  - 『バンドスコア 矢沢永吉 ベストスコア』ケイ・エム・ピー、2017年。ISBN 978-4773242263。
  - 『ギター弾き語り 矢沢永吉 ベスト曲集』ケイ・エム・ピー、2018年。ISBN 978-4773243505。
  - 青山しおり, 田嶌道生 編『ギターで歌う 矢沢永吉』ドリーム・ミュージック・ファクトリー、2020年。ISBN 978-4865713398。
- 矢沢論・伝記資料
  - 矢沢永吉ファンクラブ会員 著、高橋利恵 編『ドアを開けたら、矢沢が立っていた』アマゾンジャパン合同会社(販売)、2020年。ASIN B08JHB4VTY。 (電子書籍)
  - アートブック『「矢沢永吉」人生の語録：40周年記念版』スパロウ、2013年。ISBN 978-4860974145。
  - 『俺 矢沢永吉: The History of E.Yazawa』ぴあ、2019年。ISBN 978-4835639147。
  - 浅野暁『1億2000万人の矢沢永吉論』双葉社、2018年。ISBN 978-4575314052。
  - 矢沢永吉(著)、有賀幹夫(写真)『アー・ユー・ハッピー?』角川書店〈角川文庫〉、2004年（原著2001年）。ISBN 4041483026。
- 音楽・教本
  - 『矢沢永吉ロックンロール』協楽社、1977年。
  - 『初心者のロック・ギター入門』協楽社、1973年。
- 写真集
  - 『矢沢永吉写真集 SUPER PHOTO LIVE photo:稲越功一』小学館、1979年。
  - 『矢沢永吉写真集: 19490914 THE LIFE OF EIKICHI YAZAWA』新潮社、1995年。ISBN 4104080012。
- その他
  - 「イチロー×矢沢永吉 英雄の哲学」製作委員会『イチロー×矢沢永吉 英雄の哲学』ぴあ、2006年。ISBN 4835616278。
  - 横田光弘『矢沢永吉に学ぶ成りあがりマーケティング』角川学芸出版、2013年。ISBN 978-4046539175。

### 矢沢永吉が登場する本
- 森永博志『原宿ゴールドラッシュ』(1985年、ワニブックス） - 初版本のみ矢沢が登場する。矢沢の件は『成りあがり』番外編といえる優れた逸話が多く、特にヤクザ風の男との対峙は同書の白眉ともいえる[274]。

## 出演

### テレビドラマ
- 夜明けの刑事 第2話「キャロル知らない奴はおくれてる」（1974年10月9日、TBS） - 本人 役
- アリよさらば（1994年4月15日 - 7月1日、TBS） - 安部良太 役
- 時よとまれ（1995年8月5日、テレビ朝日「土曜ワイド劇場・戦後五十年特別企画」） - 吉村直之 役
- 雨に眠れ SLEEP IN THE RAIN（2000年5月29日、TBS「月曜ドラマスペシャル・500回特別企画」） - 小野静夫 役
- BG〜身辺警護人〜 最終話（2018年3月15日、テレビ朝日） - 矢沢永吉（本人）役 ※特別出演

### 音楽番組
- ベストヒットUSA（1982年、テレビ朝日）
- TOKIOロックTV（1984年、テレビ東京）
- ミュージックフェア（1986年、1996年、2001年、2019年9月7日・14日〈矢沢永吉ミュージックフェアスペシャル前編・後編[275]〉、2024年3月16日〈矢沢永吉 特集〉）、フジテレビ）
- 夜のヒットスタジオ（1985年、1988年、1989年、フジテレビ）
- ライヴエイド （1985年7月12日、フジテレビ） - 小田和正、南こうせつと共演
- うたばん（1998年、TBS）
- HEY!HEY!HEY! MUSIC CHAMP（1997年、1998年、2000年、2001年、フジテレビ）
- 夢・音楽館（2003年、NHK）
- SOUND ARENA（1992年、フジテレビ）
- MJ -MUSIC JOURNAL-（1993年、フジテレビ）
- SONGS（2007年、2009年、NHK）
  - SONGSスペシャル（2015年9月25日、NHK）
- NHK紅白歌合戦（NHK）
  - 第60回NHK紅白歌合戦（2009年） - ゲスト出演で正規な出場ではない
  - 第63回NHK紅白歌合戦（2012年） - ゲスト出演で正規な出場ではない
- 僕らの音楽-OUR MUSIC-（2010年、フジテレビ） - 自身の出演CMのライバル会社がスポンサーを務めている番組だったため、番組内のCMはACジャパンに差し替えとなった
- Music Lovers（2012年、日本テレビ）
- THE MUSIC DAY 2019 時代（2019年7月6日、日本テレビ）
- ミュージックステーション（2019年8月30日、テレビ朝日）[276]
- NHK MUSIC SPECIAL （NHK総合）
  - 第1回「矢沢永吉」（2021年4月1日）
  - 「 矢沢永吉 激白！超えられなかったあと1本」（2022年12月23日）
- 音楽の日 2022（2022年7月16日、TBS）[277]

### その他番組
- 若い広場（1980年、NHK教育テレビ）
- YOU（1982年、NHK教育テレビ）
  - YOU 青春プレイバック（1985年、NHK教育テレビ）
- ファンキートマト（1984年、テレビ神奈川）
- キャッチアップ（1989年、TBS）
- 私…（1977年4月24日、東京12チャンネル（現：テレビ東京））
- ねるとん紅鯨団（1991年、フジテレビ）
- SMAP×SMAP（1999年、2009年、フジテレビ）
- EXテレビ（1992年、日本テレビ）
- ニュースステーション（1988年、1992年、1996年、2003年、テレビ朝日）
- ザ・スクープ（テレビ朝日）
- 情報プレゼンター とくダネ!（2000年、フジテレビ）
- 終わらない夢
- 情熱大陸 第374回・第1186回（2005年11月20日・2022年1月16日、TBS）
- K-1 PREMIUM 2005 Dynamite!!（2005年12月31日、TBS）
- ICHIRO×E.YAZAWA英雄の哲学
- NHKスペシャル「永ちゃん 俺たちはもう一度走れるだろうか」（2006年2月26日、NHK）
- ズームイン!!SUPER（2009年、2010年、日本テレビ）
- NEWS ZERO（2009年、2012年、日本テレビ）
- めざましテレビ（2010年、フジテレビ）
- とんねるずのみなさんのおかげでした（2013年、フジテレビ）
- スッキリ（2019年7月10日 - 、日本テレビ） - 不定期VTR出演
- ドキュメント矢沢永吉〜70歳 最後のレコーディング〜（2019年8月24日、NHK総合）[278][279]
- 関ジャム 完全燃SHOW（2019年8月25日・2020年10月18日、テレビ朝日系列）※VTR出演[280][281]
- 嵐にしやがれ（2019年8月31日、日本テレビ）[282]
- 矢沢永吉 CONCERT TOUR 2021「I'm back!! 〜ROCKは止まらない〜」（2021年12月19日、WOWOW） - 不定期再放送あり
- ザ!世界仰天ニュース「矢沢永吉が語る！35億円詐欺事件の真相」（2022年7月19日、日本テレビ）※VTR出演[283]

### ラジオ
- E.YAZAWA TALK RADIO FROM LONDON（1997年8月）
- 矢沢永吉のオールナイトニッポン（2007年9月20日深夜、ニッポン放送）
- 矢沢永吉 ROCK MUST GO ON（2019年9月7日、ニッポン放送）[284]
- YAZAWA LOCKS！（2022年4月29日 - 9月30日、エフエム東京） - 「SCHOOL OF LOCK!教育委員会」 毎月第4金曜日に放送。全6回[285][286]
- 矢沢永吉ソロ50周年記念 TOKYO FM×ニッポン放送 スペシャルコラボ番組『矢沢永吉 I'm Happy』（2025年5月6日、TOKYO FM・ニッポン放送〈2局同時放送〉）- パーソナリティ[154]

ほか

### 映画
- 番格ロック（1973年、東映）※キャロルのメンバーとして
- キャロル（1974年、ATG）※キャロルのメンバーとして
- RUN&RUN（1980年、松竹）
- お受験（1999年、松竹） - 富樫真澄 役
- E.YAZAWA ROCK（2009年、東映）

### CM
- SONY
  - ラジカセ「リズムカプセル9000」
  - 「ブルーレイディスクレコーダー & BRAVIA」
- ハウス食品「シャンメン BIG」
- コカ・コーラ
- コカ・コーラ 「パワーエイド」
- サントリー
  - 「ボス」
  - 「角瓶」
  - 「ザ・プレミアム・モルツ」

- - 「セサミン EX」（2022年 - ）[287]
- AXIA カセットテープ・ビデオテープ
- ジョニーウォーカー
- 宝酒造「バービカン」
- ブリヂストン「GRID II」
- ファミリーマート

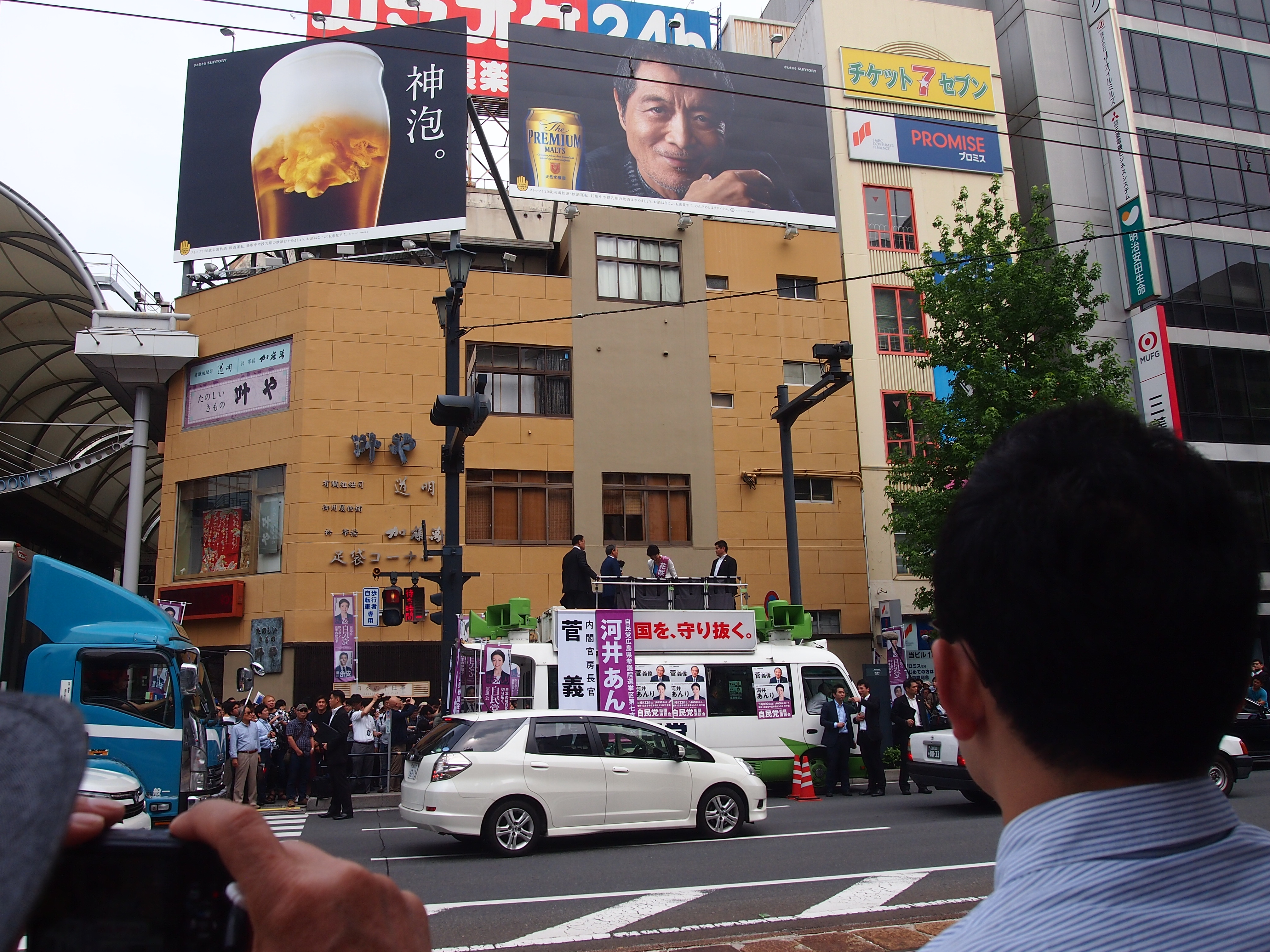
ザ・プレミアム・モルツの広告の矢沢（2019年）

- 三菱自動車工業（当時のトラック・バス部門、キャンター・7代目
- ユニクロ
- TBC
- トヨタ自動車「トヨタケータイ（au）TiMO W44T II」
- マンダム ルシード
- ロッテ キシリトールガム
- 第一興商
  - 「MTV DAM」
  - 「LIVE DAM」
  - 「LIVE DAM HD」
- イー・アクセス「イー・モバイル」
- 日産自動車
  - 「“やっちゃえ”NISSAN」シリーズ（ - 2017年）
  - 「“NISSAN PRIDE” 日産がやらなくて、ほかに誰がやる。」シリーズ（2018年 - ）[288]
  - 「ぶっちぎれ。技術の日産」シリーズ（2019年 - 2020年）

### インターネット配信
- E.YAZAWA “ONE NIGHT SHOW 2019”（2019年7月6日、Hulu） - ライブの模様を生中継（同年7月25日より1ヶ月限定で矢沢の出演部分のみ配信）

### 新聞
- 学生新聞 ※表紙[289]

## 受賞歴
1994年
- 第1回ザテレビジョンドラマアカデミー賞 新人俳優賞（『アリよさらば』）